# Anstandsrest
Als Anstandsrest wird seit dem 19. Jahrhundert der Rest einer Mahlzeit bezeichnet, der aus Gründen des Anstands zurückgelassen wird. Weitere Bezeichnungen sind Anstandsstück, Anstandshappen, Anstandsbissen, Anstandsbrocken; früher auch: Reputationsbissen; Respekt; bei Getränken: Anstandsschluck. Während in früheren Tischsitten Reste dokumentiert sind, die von Wohlhabenden für andere zurückgelassen wurden, hat der heutige Anstandsrest eine rein symbolische Bedeutung. Im Gegensatz zu Speiseresten, die aufgrund von Sättigung übrigbleiben, drückt der Anstandsrest einen freiwilligen Verzicht aus. Dabei kann durch Bestecksprache signalisiert werden, dass die Mahlzeit beendet ist, obwohl sich ein Rest auf dem Teller befindet.
Bräuche, Reste von Mahlzeiten freiwillig zurückzulassen, um gute Manieren zu zeigen, sind seit der Antike überliefert. Die Sitte des Anstandsrests wird seit dem 19. Jahrhundert in Benimmbüchern, Ratgeberliteratur und -journalismus als veraltet bezeichnet. Im Gegensatz zum Wort Anstandsrest können die Wörter Anstandsstück, -happen, -bissen, -schluck oder -tropfen auch das einmalige Probieren von einem Gericht oder Nippen von einem Getränk bezeichnen. Für die Neige oder den Bodensatz von Getränken sowie für Menschen, die Reste aus Trinkbehältern zu sich nehmen, gibt es in zahlreichen Sprachen negative Bezeichnungen. Zum Trinken des letzten Schlucks existiert eine Vielzahl von Redewendungen und Bräuchen.
Die Frage, ob es sich gehört, das letzte Stück einer individuellen Portion oder einer geteilten Speise aufzuessen, wird in verschiedenen Kulturen unterschiedlich beantwortet und kann zu Missverständnissen bei der interkulturellen Kommunikation führen. In vielen Ländern gehört die Geste, den Teller nicht leer zu essen, zu den Tischsitten. Häufig wird ein Rest auf dem Teller gelassen, um dem Gastgeber oder der Bedienung zu signalisieren, dass kein Nachschlag gewünscht wird. Verschiedene staatliche „Leere-Teller-Kampagnen“ forderten aus ökonomischen oder ökologischen Gründen zur Vermeidung von Anstandsresten auf, so etwa in den USA während des Ersten und des Zweiten Weltkriegs oder in der Volksrepublik China ab 2013.

## Entstehungsgeschichte
Als Gründe für einen Anstandsrest werden das Signalisieren von Großzügigkeit, Bescheidenheit oder Wohlstand genannt. Verschiedene abergläubische Bräuche gehen davon aus, dass es Unglück bringt, den Teller leer zu essen (siehe Bezeichnungen). In der Adipositastherapie wird der Anstandsrest als Instrument der Diätetik erwähnt. Einen Anstandsrest übrigzulassen, kann als Signal der Selbstkontrolle gesehen werden. Insbesondere in Asien gilt ein Rest auf dem Teller als Zeichen dafür, dass der Gastgeber seinen Anspruch, gut für den Gast zu sorgen, erfüllt hat (siehe Bräuche in Asien).

### Antike
In der Esskultur im römischen Reich sind absichtlich übriggelassene Reste als Formen von Aberglauben, Gastfreundschaft und Pädagogik überliefert. Der griechische Schriftsteller Plutarch beschreibt in seinen Tischreden (enthalten in den Moralia) Ende des 1. Jahrhunderts einen früheren Brauch der Römer, den Tisch nicht leerzuräumen:

„Jetzt nahm Lucius das Wort und sagte, er erinnere sich von seiner Großmutter gehört zu haben, dass der Tisch den Göttern heilig sei und nichts Heiliges leer sein dürfe. Mir aber, fuhr er fort, scheint der Tisch ein Abbild der Erde zu sein; denn außerdem, dass er uns nährt, ist er auch rund und standfest, und wird von manchen treffend Herd genannt. Denn wie wir wünschen, dass die Erde uns immer etwas Gutes biete, so glauben wir auch keinen Tisch sehen zu sollen, der leer und schwankend zurückbleibt.“

Eine weitere Begründung für einen freiwillig zurückgelassenen Rest als Zeichen der Gastfreundschaft veranschaulicht Plutarch anhand von Homers Dichtungen. Während Achilleus neue Speisen zubereiten lassen muss, um Odysseus und Aias zu bewirten, kann Eumaios Telemachos Speisen vom Vortag anbieten. Plutarch beschreibt außerdem einen Brauch bei den Perserkönigen, ihren Sklaven Reste auf ihrem eigenen Tisch zu zivilisatorischen Zwecken vorzusetzen:

„Man glaubte nämlich, man müsse für die Sklaven und ihre Kinder immer etwas von der Mahlzeit übrig lassen; denn das Teilnehmen an der Speise macht ihnen größere Freude als das bloße Empfangen derselben. Deshalb schicken, wie man erzählt, auch die Perserkönige nicht bloß ihren Freunden und Feldherrn und Leibwächtern immer Gerichte von ihrer Tafel zu, sondern lassen auch die Mahlzeit für die Sklaven und Hunde immer auf ihrem eigenen Tische vorsetzen, um so weit möglich alle, deren Dienste sie brauchten, zu Tisch- und Hausgenossen zu machen. Werden ja auch die wildesten Tiere zahm, wenn man das Essen mit ihnen teilt.“

### Mittelalter
In der Esskultur im Mittelalter ist zu absichtlich übriggelassenen Resten wenig überliefert. In der Schrift Über die guten Sitten beim Essen und Trinken des persischen Theologen al-Ghazālī (11. Jh.) wird von der Sitte berichtet, in einem geliehenen Kochtopf etwas vom Essen übrigzulassen, wenn man ihn dem Besitzer zurückgibt.

### Neuzeit

#### Deutschsprachige Tischsitten
In der Esskultur der frühen Neuzeit war es üblich, dass Adelige ihren Dienern etwas übrigließen. In der von Sebastian Brant um 1490 veröffentlichten Tischzucht Thesmophagia (deutsche Übertragung der im 13. Jahrhundert von Reiner dem Deutschen auf Latein verfassten Schrift Fagifacetus) wird dazu aufgefordert, den Teller nicht leer zu essen und stattdessen etwas für das Gesinde übrig zu lassen:

„Ob du mich furter frogst alsus / Ob du solt essen alles vß / Das dir kumbt vff din teller gon / Oder ob ein teil solt ligen Ion / Sprich ich das sig die groste ere / Das dir din teller nit standt ler / Unnd das du schonst eins teils der spiß / Die von dir kum nach disches wise / Unnd für das gesind getragen werd / So spuret man an dir höflich berd / Unnd neigt man dir mit houptes nick / Uff din hoffzucht thut man vil blick / Ouch haltest du ere / sydtt / vnnd maß / Das man nit sprech du sigst ein fraß“

Die Adelige Jacobe von der Asseburg (1507–1571) fordert in einer Erziehungsschrift ihre Enkelinnen dazu auf, von verschiedenen Schüsseln zu nehmen, aber jeweils einen Rest darin zu lassen. Eine Jungfrau verhalte sich am besten, wenn sie von allen Gerichten probiere. Als Vorbild für verschiedene Tischzuchten gilt ein Rat aus der um 190 v. Chr. entstandenen Spätschrift Jesus Sirach des Alten Testaments, als erster mit dem Essen aufzuhören, um Bescheidenheit zu signalisieren: „Hör als Erster auf, wie es der Anstand verlangt, / und schlürfe nicht, sonst erregst du Anstoß.“ (31,17 ) Die Anweisung findet sich in verschiedenen Schriften.

#### Französischsprachige Tischsitten
Seit dem 16. Jahrhundert ist im Französischen das Sprichwort „Au serviteur le morceau d’honneur“ („Dem Diener das Ehrenstück“) belegt (zuerst 1555 veröffentlicht in den Refranes o proverbios en romance von Hernán Núñez de Toledo). Im französisch-englischen Wörterbuch von Randle Cotgrave aus dem Jahr 1611 wird es als Lohn der Diener („servants fee“) mit der Bemerkung erwähnt, es werde von einigen als unhöflich empfunden, den Teller leer zurückzulassen. In der Schrift Les règles de la bienséance et de la civilité chrestienne (1702) von Johannes Baptist de La Salle gebührt das Ehrenstück der vornehmsten Person am Tisch.
Außerdem ist seit dem 17. Jahrhundert die Bezeichnung ‚morceau honteux‘ (wörtlich ‚Scham-‘ oder ‚Schandstück‘) für den Rest belegt, der auf dem Teller zurückbleibt. Darin kommt zum Ausdruck, dass es mit Scham oder Schande belegt ist, den letzten Bissen zu nehmen, anstatt ihn übrigzulassen, um nicht als geizig zu gelten. Der Schweizer Lexikograf François Louis Poëtevin übersetzt das Wort 1754 als „Reputationsbissen“. Im von Alfred Delvau herausgegebenen Wörterbuch Dictionnaire de la langue verte (1866) wird die Bezeichnung als Argot des Bürgertums beschrieben. Obwohl der Appetit dazu dränge, das letzte Stück vom Teller zu nehmen, dürfe man es nicht anrühren. In weiteren europäischen Sprachen finden sich später ähnliche Wörter (siehe Bezeichnungen).

#### Judentum im 19. Jahrhundert
Im Talmud findet sich die Regel: „Sagten doch die Weisen, man brauche nichts im Topfe zurückzulassen, wohl aber im Teller.“ In einer Geschichte des Rabbi Jehoschua ben Chananja versalzt ihm seine Frau das Essen, weil er die Regel nicht befolgt hat. Im kleinen Talmudtraktat Derech-Erez Rabba wird die Geschichte mit folgender Regel wiedergegeben: „Man lässt zurück einen Überrest von einer Speise, welche in einer Pfanne, nicht aber von einer Speise, welche in einem Topfe zubereitet worden ist.“ Das Wort für den Überrest (‚פאה‘, wörtl. ‚Ecke‘, ‚Ende‘) bezeichnet ursprünglich eine kleine Fläche eines Felds, das bei bestimmten Getreidearten nicht gemäht werden durfte, sondern für Arme zurückgelassen werden musste (siehe Vergleiche mit Erntebräuchen).
Der Wiener Schriftsteller Simon Szántó gibt die Geschichte 1866 in seiner Wochenzeitschrift Die Neuzeit mit dem Wort „Anstandsrest“ wieder. Abgeleitet vom Wort ‚Derech-Erez‘ (hebräisch דרך ארץ, wörtlich: ‚Weg des Landes‘, im übertragenen Sinn: ‚Landesgebrauch‘, ‚Sitte‘, ‚Höflichkeit‘) wurde der Anstandsrest Ende des 19. Jahrhunderts in deutschsprachigen Schriften zu jüdischem Brauchtum als ‚Derech-Erez‘ bezeichnet, oder mit der Redewendung ‚gerade so viel übriglassen, als der Derech-Erez verlangt‘. Der Rest soll übriggelassen werden, damit es nicht den Anschein hat, man habe zu wenig vorgesetzt bekommen.
Aus der Kindheit des jüdischen Dichters Heinrich Heine zu Beginn des 19. Jahrhunderts ist von seinem jüngsten Bruder Max eine in zahlreichen Heine-Biographien enthaltene Anekdote überliefert, in der der Rest als „Respekt“ bezeichnet wird. In der Zeitschrift Die Gartenlaube berichtet der Arzt Maximilian Heine 1866 von einer Bestrafung durch seine Mutter, nachdem er das letzte Zuckerstück genommen hat:

„Unsere Mutter, die überhaupt für eine ziemlich strenge Erziehung war, hatte von unserer ersten Jugend an uns daran gewöhnt, wenn wir irgendwo zu Gast waren, nicht Alles, was auf unseren Tellern lag, aufzuessen. Das, was übrig bleiben mußte, wurde der „Respect“ genannt. Auch erlaubte sie nie, wenn wir zum Kaffee eingeladen waren, in den Zucker so einzugreifen, daß nicht wenigstens ein ansehnliches Stück zurückbleiben mußte. Einstmals hatten wir, meine Mutter und ihre sämmtlichen Kinder, an einem schönen Sommertage außerhalb der Stadt Kaffee getrunken. Als wir den Garten verließen, sah ich, daß ein großes Stück Zucker in der Dose zurückgeblieben war. Ich war ein Knabe von sieben Jahren, glaubte mich unbemerkt und nahm hastig das Stück Zucker aus der Dose. Mein Bruder Heinrich hatte das bemerkt, lief erschrocken zur Mutter und sagte ganz eiligst: ‚Mama, denke Dir, Max hat den Respect aufgegessen!‘ Ich habe dafür eine Ohrfeige bekommen, vor der ich mein ganzes Leben Respect behalten habe.“

Der Rabbiner David Oppenheim deutet die Sitte 1871 im Zusammenhang mit dem Talmud. Der Germanist Richard M. Meyer ordnet den Brauch 1907 dem Kleinbürgertum zu und vermutet seine Herkunft in einem Speiseopfer.

#### 20. und 21. Jahrhundert
Der Atlas der deutschen Volkskunde veröffentlichte 1935 Ergebnisse zur Frage, ob es als unschicklich gelte, als Gast das Letzte aus einer Schüssel zu nehmen. Obwohl nach Resten auf dem eigenen Teller nicht gefragt wurde, sind Aussagen aus verschiedenen deutschsprachigen Regionen vermerkt, die den Anstandsrest als gängigen Brauch beschreiben. In Westfalen und Lippe wurde etwa aus zwei Dritteln der Belegorte gemeldet, dass Reste zurückgelassen würden, aus etwa einem Zehntel wurde gemeldet, es bestehe dazu keine Pflicht. Fließend war dabei die Grenze zwischen der Auffassung, dass das Letzte zu nehmen ungehörig sei, und der, dass man es nehmen könne.
In der Gegenwart wird die Sitte des Anstandsrests überwiegend als veraltet bezeichnet, ist jedoch in zahlreichen Knigge- und Benimmbüchern enthalten. In den USA ist der Brauch in Benimmbüchern Ende des 19. Jahrhunderts dokumentiert und wird heute noch in Minnesota gepflegt.

## Ablehnung des Anstandsrestes
Als Grund dafür, keinen Anstandsrest übrigzulassen, wird häufig genannt, dass ein leerer Teller Lob für den Gastgeber und das Essen ausdrücke. Umgekehrt kann das Übriglassen von Resten als Signal gedeutet werden, dass die Mahlzeit nicht zufriedenstellend gewesen sei. Häufig werden nachhaltiger Konsum und die Vermeidung von Lebensmittelverschwendung als Gründe angegeben, nichts übrigzulassen. Über ältere Menschen, die Hunger erlitten haben, insbesondere in der Nachkriegszeit, wird berichtet, sie könnten den Anblick eines nicht leergegessenen Tellers bis zum Lebensende nicht ertragen.
Im Volks- und Aberglauben gelten übriggelassene Speisereste häufig als gefährlich. Im 1936/1937 erschienenen achten Band des Handwörterbuchs des deutschen Aberglaubens sind zu Resten als Quellen von Schadenzauber zahlreiche Einträge vermerkt. In der Deutschen Mythologie von Jacob Grimm heißt es: „Die Speise auf dem Tisch rein aufgegessen, gibt den andern Tag gut Wetter.“ Die Redensart wurde als Fehlübersetzung aus dem Niederdeutschen gedeutet, bei der die Aussage „goods wedder“ („wieder etwas Gutes“) in „gutes Wetter“ übersetzt wurde. Andererseits sind zahlreiche Bräuche überliefert, Reste von Speisen und Getränken für Hausgeister und Sagengestalten übrigzulassen, etwa für Frau Perchta.
Die amerikanische Shaker-Schwester Hannah Bronson (1781–1870) schrieb ein Lehrgedicht mit dem Titel Table Monitor, in dem zum Leeressen des Tellers aufgefordert wird. Das Gedicht ist mit dem Jesuswort „Sammelt die übrig gebliebenen Brocken, damit nichts verdirbt!“ (6,12 ) überschrieben, das aus der Wundersamen Brotvermehrung im Johannesevangelium stammt. Vom Shaker-Brauch ist der Ausdruck „to shaker your plate“ für das Leeressen des Tellers abgeleitet.

### Leeressen des Tellers bei der Kindererziehung
In zahlreichen Erziehungsschriften wird geraten, Kinder zum Aufessen von Portionen anzuhalten, so etwa bei Johann Heinrich Pestalozzi. Aus der Plamannschen Erziehungsanstalt, in die Otto von Bismarck mit sechs Jahren kam, ist die Disziplinarmaßnahme überliefert, dass Kinder, die nicht aufaßen, so lange im Garten stehen mussten, bis sie ihren Teller leergegessen hatten. Aus dem Geschlossenen Jugendwerkhof Torgau, einem Spezialheim der Jugendhilfe in der DDR, ist die Disziplinarmaßnahme eines erzwungenen Rests dokumentiert: Aß ein Jugendlicher einen Teller nicht leer, erhielt er so viel Nachschlag, dass er nicht in der Lage war, die Portion aufzuessen. Die Reste wurden ihm bei der nächsten Mahlzeit vorgesetzt.

### Anstandsrest als altmodische Tischsitte
Seit dem 19. Jahrhundert wird es in Benimmbüchern als altmodisch und unhöflich bezeichnet, einen Rest auf dem Teller zu lassen. Bereits bevor sich dafür der Begriff ‚Anstandsrest‘ eingebürgert hat, bezeichnet der Arzt und Schriftsteller Gustav Blumröder den „Reputationsbissen“ in seinen 1838 erschienenen Vorlesungen über Esskunst als eine obsolete Sitte, die „jetzigen reiferen Begriffen widerspräche. Der Bewirtende kann durch nichts auf schmeichelhaftere und augenfälligere Weise zu der genugtuenden Überzeugung gelangen, daß Alles gut war, als wenn Alles aufgegessen wird.“ Routledge’s manual of etiquette bezeichnet es in den 1860er Jahren als schlechte Erziehung und Beleidigung des Gastgebers, etwas übrig zu lassen. Ein englisches Benimmbuch von 1928 bezeichnet die Sitte als veraltet, rät jedoch vom übermäßig gründlichen Leeressen des Tellers ab, etwa vom Auftunken der Soße mit Brot. Ein amerikanischer Ratgeber für Mädchen schrieb 1932, es zeige keinen schlechten Geschmack mehr, das letzte Stück zu nehmen. Der Autor Hans Reimann bezeichnet es in seinem Buch Der wirkliche Knigge (1933) als „unsozial“, einen Anstandsrest zu lassen.

### Leere-Teller-Kampagnen

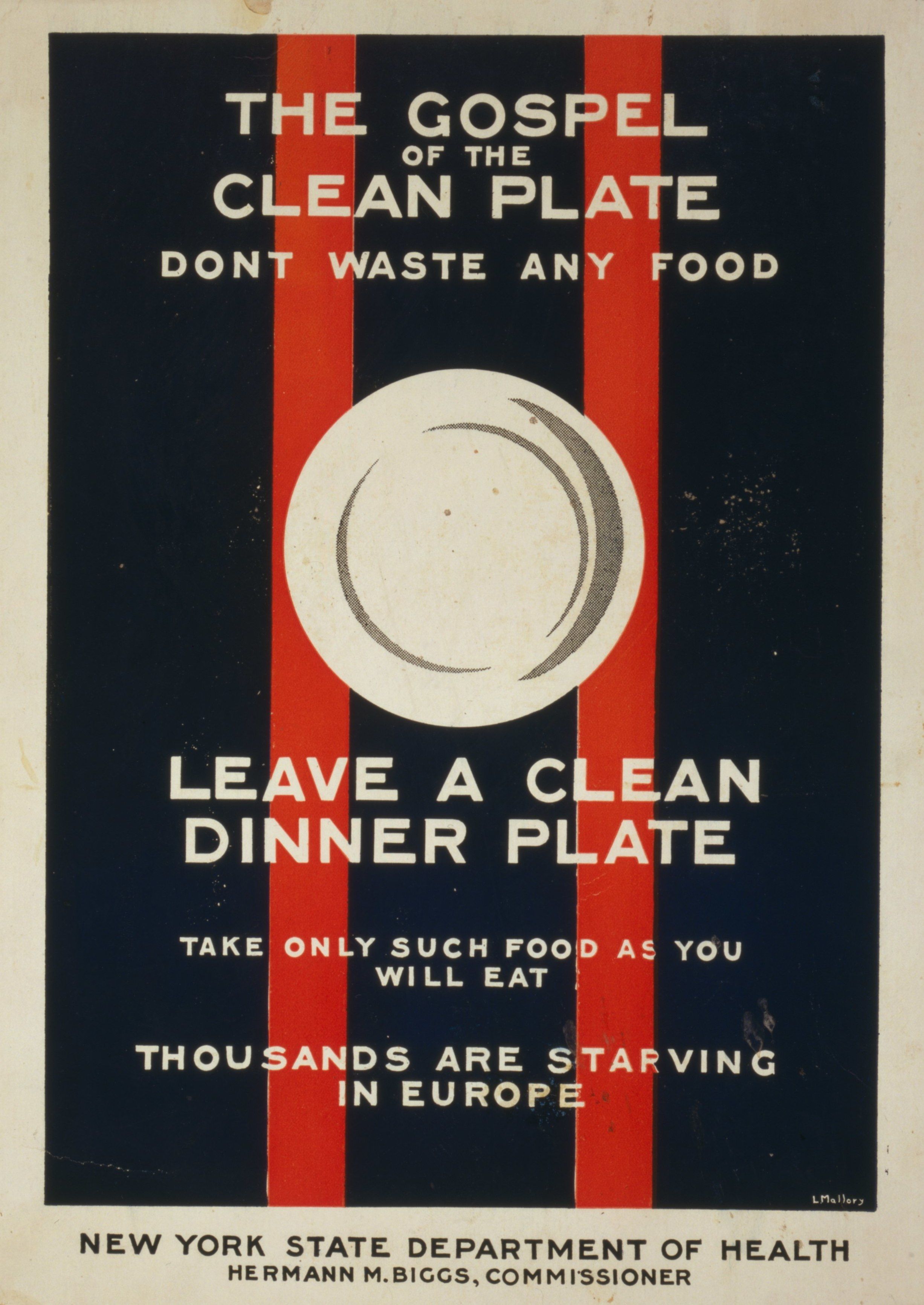
Plakat: „Das Prinzip des leeren Tellers“ (USA, 1917)

Plakat mit Aufforderung zum Aufessen des Nachschlags und Slogan „Essen ist Munition“, Office of War Information (1940er Jahre)

In Zeiten wirtschaftlichen Mangels oder verstärkten ökologischen Bewusstseins riefen Regierungen seit dem 20. Jahrhundert sogenannte „Leere-Teller-Kampagnen“ ins Leben. Dabei wurde die Bevölkerung symbolisch dazu aufgerufen, den Teller leer zu essen, jedoch auch allgemein dazu, keine Speisereste zu hinterlassen und wegzuwerfen.

#### USA (20. Jahrhundert)
Während des Ersten Weltkriegs prägte der spätere amerikanische Präsident Herbert Hoover mit der ihm unterstellten United States Food Administration das „Prinzip des leeren Tellers“ („Gospel of the Clean Plate“). Während des Zweiten Weltkriegs gehörten Leere-Teller-Kampagnen („clean plate campaigns“) oder „Leere-Teller-Clubs“ („clean plate clubs“) zu Maßnahmen der amerikanischen Heimatfront. Die Kampagnen richteten sich dabei häufig an Kinder und Schulen und appellierten daran, den Teller leerzuessen, um mehr Essen an die Soldaten an der Front schicken zu können.

#### China (21. Jahrhundert)
2013 wurde in der Volksrepublik China eine Leere-Teller-Kampagne initiiert, um der verbreiteten Sitte entgegenzuwirken, dass Mahlzeiten nicht aufgegessen werden, um Stolz und Wohlstand zu signalisieren. Das Schlagwort 光盘行动 guangpan xingdong (Leerer-Teller-Operation, von 光盘 guangpan, ‚sauberer Teller‘, auch ‚CD‘) fand 2013 im chinesischen Internet große Verbreitung. Die Kampagne wurde vom Slogan „Ich bin stolz auf meinen leeren Teller“ begleitet. Während der COVID-19-Pandemie 2020 wurden die Maßnahmen nach öffentlichen Aufrufen des Staatsoberhaupts Xi Jinping weiter verschärft und 2021 ein Gesetz gegen das Wegwerfen von Lebensmitteln erlassen. Darin werden unter anderem Binge-Eating- oder Mok-Bang-Videos und Wettessen verboten, außerdem können Gäste und Inhaber von Restaurants für übermäßige Speisereste mit Geldstrafen belegt werden.

## Indirekte Anstandsreste

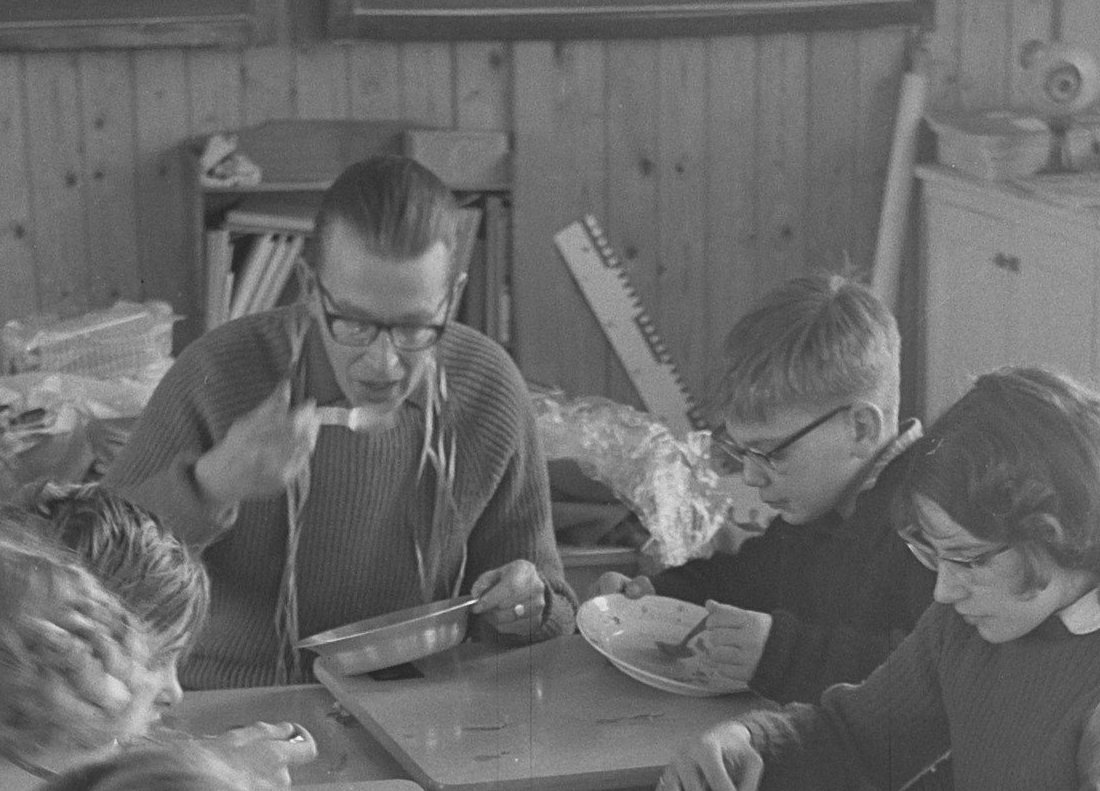
Ein Lehrer und ein Schüler heben ihre Teller beim Essen an (Niederlande, 1963)

Während der Anstandsrest in seiner direkten Form ein freiwillig zurückgelassenes Stück der Mahlzeit ist, ergeben sich indirekte Anstandsreste aus den Umständen der Nahrungsaufnahme. Aus Gründen des Anstands kann Brot zurückbleiben, das zum Abwischen von Teller, Händen und Mund verwendet wurde, oder Reste in einem Suppenteller, der nicht gekippt oder ausgetrunken werden soll. Nach verschiedenen Tischsitten ist es geboten, die Mahlzeit vollständig aufzuessen, aber den Teller nicht übermäßig sauber zu essen. Als Begründung wird etwa angegeben, man wirke übermäßig hungrig, wenn man den Teller mit Brot abwische.
Im antiken Griechenland wurde Brot zum Abwischen der Hände und des Mundes verwendet. Die so übrig gebliebenen Brotstücke wurden als ἀπομαγδαλία (apomagdalía, ‚Wischelbrosamen‘) bezeichnet und an Hunde verfüttert. In Aristophanes’ Stück Die Ritter sagt der Wursthändler zu Kleon: „Sonst vergebens mit Wischelbrosam wär ich ja so groß emporgefüttert“. Im Gespräch mit Jesus vergleicht sich die kanaanitische Frau mit einem Hund, der die Brosamen vom Tisch seines Herrn isst (15,27 ). Petrus Abaelardus kritisierte die Sitte bei Mönchen in seinen Briefen im 12. Jahrhundert als Verschwendung. Wenn Brot zum Abwischen gebraucht werde, könne es nicht mehr zur Speisung der Armen verwendet werden.
Im Benimmbuch Der gute Ton (1932) von Alexander von Gleichen-Rußwurm gilt es als unästhetisch, wenn ein Teller komplett leer gegessen ist. Ein „zu ängstliches Auskratzen des Tellers“ sei zu vermeiden, was an der Gabel haftet, müsse zurückgelassen werden, der Teller dürfe nicht schräg gehalten werden, um den letzten kleinen Rest Suppe zu erhaschen.

## Entscheidung über das letzte Stück
Nicht nur zur Frage, ob das letzte Stück übriggelassen werden soll, sondern auch zur Frage, wer es bekommt, wenn es verzehrt werden soll, gibt es vielfältige Gepflogenheiten. In Psychologie und Ethik ist das letzte Stück häufig ein Beispiel für Situationen, in denen Gerechtigkeit, Egoismus und Altruismus verhandelt werden. Amerikanische Ratgeber aus den 1880er Jahren vertreten die Ansicht, man zeige schlechte Manieren, wenn man das letzte Stück einer gemeinsamen Mahlzeit ablehne, da man dem Gastgeber so signalisiere, er verfüge über nicht genügend Vorräte. Der Streit oder Kampf um das letzte Stück ist ein häufiges Motiv der Komik, etwa in Garfield-Comics, in den Serien Die Simpsons und The Big Bang Theory.
Insbesondere in Regionen Italiens sind dazu besondere Bräuche dokumentiert. In den Abruzzen ist ein Aberglaube überliefert, nach dem zwei stillende Frauen nicht aus dem gleichen Gefäß oder Teller essen dürfen. Diejenige, die das letzte Stück oder den letzten Schluck nimmt, zieht demnach die Milch der anderen Frau zu sich. In Sizilien ist im 19. Jahrhundert eine Sitte überliefert, nach der diejenige Person, die das letzte Stück oder den letzten Schluck genommen hat, die Speise oder das Getränk für alle bezahlen muss. Eine Oral History der Tischsitten sizilianischer Einwanderer in den USA berichtet vom Brauch, dass das letzte Stück zweimal abgelehnt werden muss, bevor es verspeist werden darf. Eine dritte Ablehnung wird als Beleidigung des Gastgebers wahrgenommen.

### Eigener Verzehr

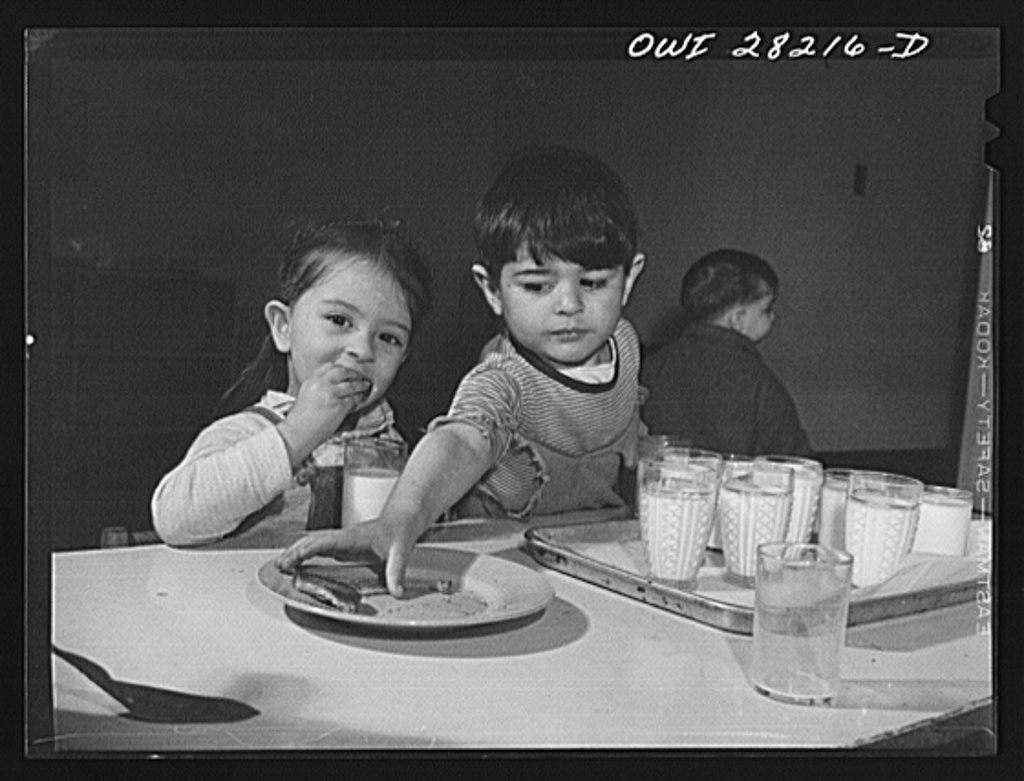
Ein Junge nimmt das letzte Stück Zwieback von einem gemeinsamen Teller, während ein Mädchen isst, daneben ein leergetrunkenes Milchglas (USA, 1943)

Das Verzehren des letzten Stücks in einer Gruppe kann als egoistischer Akt verstanden werden. Der britische Philosoph Patrick Howard Nowell-Smith verwendet den letzten Keks in seinem 1954 erschienenen Buch Ethics als Beispiel: „Essen, wenn man Hunger hat, ist sicherlich nicht altruistisch, aber es ist auch nicht egoistisch. Egoistisch ist, den letzten Keks zu essen, wenn andere auch Hunger haben.“ Im Englischen kann der Ausdruck ‚to have dibs on the last piece‘ oder ‚to put one’s dibs on something‘ verwendet werden, um Anspruch auf das letzte Stück anzumelden. Eine psychologische Studie aus dem Jahr 2014 beobachtete, dass die Erinnerung an das letzte Stück einer Mahlzeit entscheidender für den Wunsch ist, wieder von ihr zu essen, als die Erinnerung an das erste Stück, und erklärte das Phänomen mit dem Konzept des „recency bias“ (siehe Rezenzeffekt).
Der slowenische Philosoph Slavoj Žižek wendet die Situation des Verzehrens des letzten Stücks auf den Kannibalismus an. In einem 1990 erstmals erschienenen Aufsatz zitiert er einen Witz: Auf die Frage eines Forschers, ob es in einer Gruppe von Ureinwohnern noch Kannibalismus gebe, antwortet der Häuptling: „Nein, es gibt in unserer Region keine Kannibalen mehr. Gestern haben wir den letzten aufgegessen.“ Der amerikanische Philosoph Eric Santner bezeichnet die Situation als „Syndrom des letzten Kannibalen“ („last cannibal syndrome“).

### Verzicht zugunsten einer anderen Person
Die Geste, jemandem das letzte Stück zu überlassen, kann ein Ausdruck besonderer Zuneigung sein. Eine in Großbritannien populäre Reihe von Werbespots für die Süßigkeit Rolos spielt darauf an. Der seit 1980 verwendete Slogan „Lieben Sie jemanden so sehr, dass Sie ihm Ihr letztes Rolo geben würden?“ („Do you love anyone enough to give them your last Rolo?“) wurde als Beispiel für das Gesetz vom abnehmenden Grenznutzen gedeutet: Während das Opfer beim ersten Rolo relativ gering ist, da viele Rolos verbleiben, erscheint das Opfer des letzten Rolos am höchsten. Die britische Schriftstellerin Priya Basil behandelt die Geste als Zeichen der Selbstlosigkeit in ihrem Buch Be my guest (2019).

### Vermeidung von Konflikten

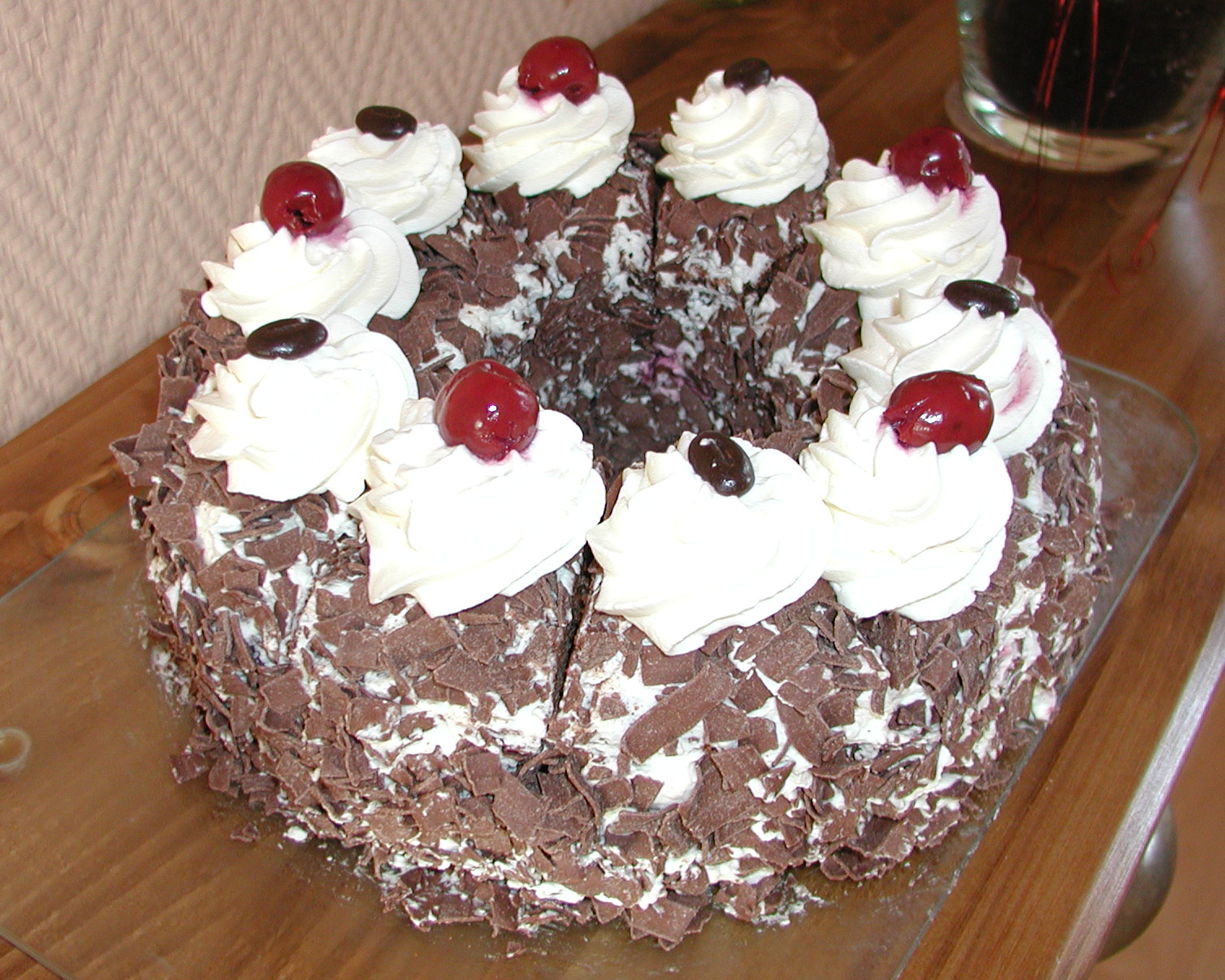
In zehn Stücke geschnittene Schwarzwälder Kirschtorte

Der amerikanische Philosoph John Rawls verwendet in seinem Werk A Theory of Justice (1971) das Beispiel des letzten Stücks eines Kuchens für seine Theorie der Gerechtigkeit. Wenn eine Gruppe sicherstellen will, dass ein Kuchen in gleich große Teile geschnitten werden soll, muss diejenige Person, die den Kuchen schneidet, das letzte Stück bekommen. Das Beispiel des Kuchens illustriert Rawls’ Konzept perfekter prozeduraler Gerechtigkeit („perfect procedural justice“), bei der eine vorgegebene Definition von Gerechtigkeit herrscht (gerecht ist, wenn jeder ein gleich großes Stück erhält).
In Japan kann das Spiel janken (ähnlich zu Schere, Stein, Papier) dazu verwendet werden, um den Zufall darüber entscheiden zu lassen, wer das letzte Stück bekommt. Die amerikanische Folkloristin Amy Shuman berichtet von Fällen, in denen die letzte Portion einer gemeinsamen Mahlzeit weiter aufgeteilt wird, um mehrere Gäste daran teilhaben zu lassen. Ein deutscher Designshop bot in den 2010er Jahren eine von der Designerin Sigrid Ackermann gestaltete Tortenplatte namens „Anstandsstück“ an, auf der ein Tortenstück aus Porzellan angebracht ist, um die Entscheidung über das letzte Stück scheinbar hinfällig zu machen.

## Bräuche in Asien
In asiatischen Ländern ist die Sitte des Anstandsrests verbreitet. Häufig wird von Situationen berichtet, in denen der Gast in Bezug auf die Frage, ob das letzte Stück zu essen ist, von einer anderen Sitte ausgeht als der Gastgeber. Insbesondere beim Kontakt verschiedener Kulturen, aber auch bei regionalen Unterschieden kann dies zu Missverständnissen bei der interkulturellen Kommunikation führen. Missverständnisse können nicht nur beim letzten Stück einer individuellen Mahlzeit, sondern auch bei der letzten Portion einer geteilten Mahlzeit auftreten. Das kann insbesondere geschehen, wenn zwei Menschen unterschiedliche Vorstellungen darüber haben, ob eine Ablehnung der letzten Portion aus Höflichkeit wörtlich zu nehmen ist oder ihrerseits mit einem weiteren Ablehnen quittiert werden soll.

### Indien
In den Sutren der buddhistischen Majjhima-Nikaya wird der Brauch beschrieben, Essensreste als Almosen an die Bhikkhus (bettelnde Mönche) zu verteilen. In den altindischen Dharmasutras bezeichnet der Sanskrit-Ausdruck उच्छिष्ट / ucchiṣṭa einen Rest, der aufgrund seiner Verunreinigung negativ konnotiert ist. Er kann sich auch auf eine Person beziehen, die mit Essensresten in Kontakt gekommen ist. Nach einer Mahlzeit bleibt die Person ucchiṣṭa, bis sie die erforderlichen Reinigungsrituale vorgenommen hat. Manche Formen des ucchiṣṭa sind jedoch positiv und können gegessen werden, üblicherweise von höherstehenden Personen. Es gilt als tugendhaft, wenn ein Gastgeber die Reste seiner Gäste und der Mitglieder des Haushalts isst. Auch heilige Formen des ucchiṣṭa sind überliefert. So beschreibt der Dichter Namadeva im 14. Jahrhundert, wie Gott um seinen Rest bittet.

### China

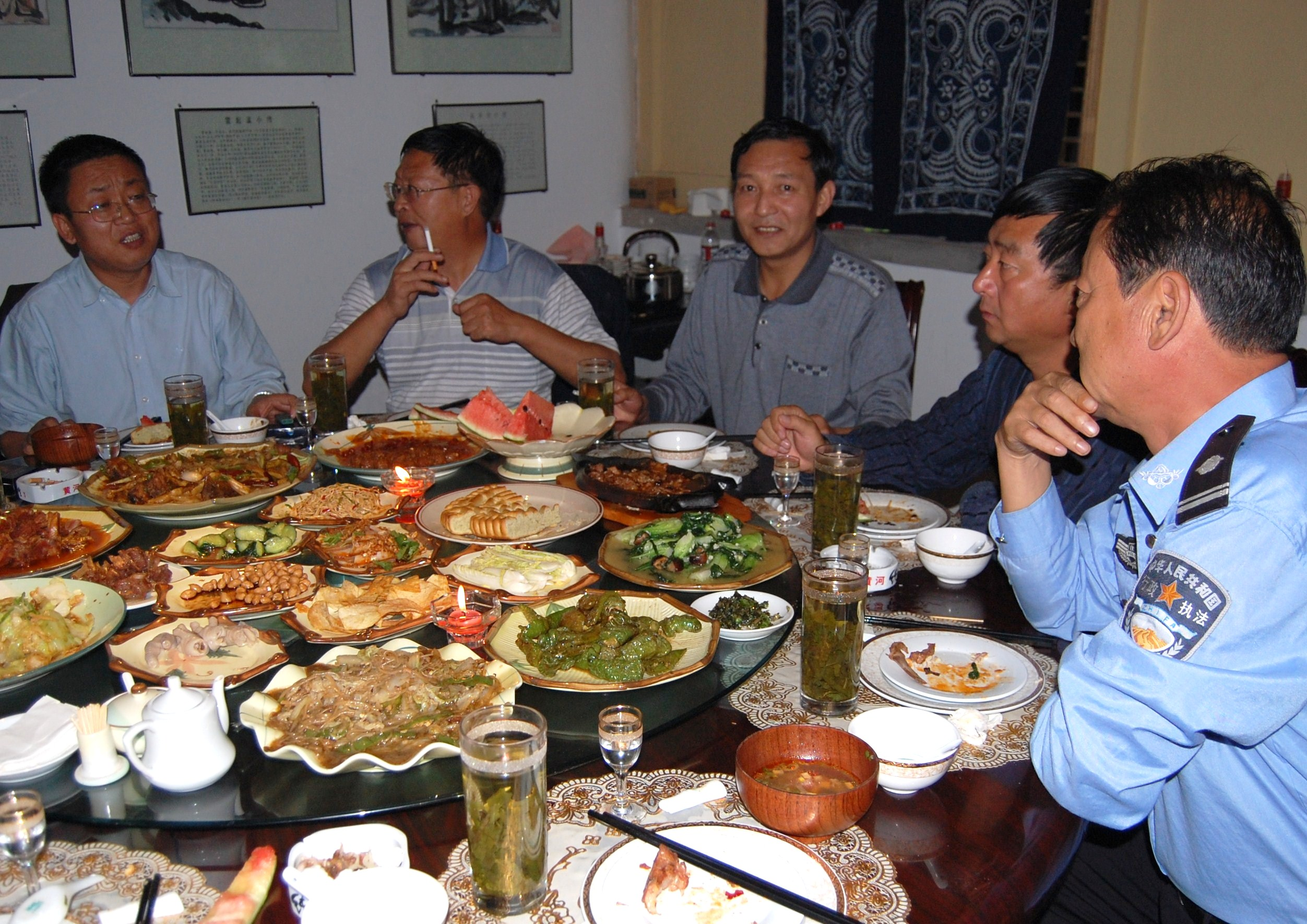
Chinesische Tafelrunde mit nicht leergegessenem Teller (2006)

In China ist es heute verbreitet, eine Mahlzeit nicht aufzuessen. Eine Studie aus den 2000er Jahren gab an, dass 81 Prozent der Teilnehmer sich so verhielten. Als popkulturelles Beispiel für Missverständnisse zwischen Europäern und Chinesen wird häufig ein Werbespot der britischen Bank HSBC aus dem Jahr 2003 angeführt. Darin wird ein Brite bei einem Geschäftsessen mit chinesischen Geschäftspartnern in einem Restaurant gezeigt. Er bekommt eine Schüssel mit Aalsuppe, die er vollständig aufisst, obwohl es ihn Überwindung kostet. Als die Geschäftspartner bemerken, dass die Schüssel leer ist, geben sie der Küche ein Signal für Nachschlag. Eine noch größere Schüssel wird serviert, und die Szene wiederholt sich erneut, bis der Werbespot mit dem verzweifelten Gesicht des Europäers endet, der sieht, wie mehrere Kellner einen noch größeren Aal bringen. Die Off-Stimme sagt: „Die Engländer glauben, es ist eine Beleidigung für das Essen ihres Gastgebers, wenn sie ihren Teller nicht aufessen. Die Chinesen haben dagegen den Eindruck, dass sie ihre Großzügigkeit infrage stellen.“ („The English believe it is a slur on your host’s food if you don’t clear your plate. Whereas the Chinese feel you are questioning their generosity if you do.“)
Quellen aus dem 19. Jahrhundert notieren, es gelte als unhöflich, etwas übrig zu lassen. Die völkerkundliche Zeitschrift Globus notiert, ein Gast müsse eine Tasse Reis vollständig leeren und notfalls vorher darum bitten, etwas herausnehmen zu lassen, damit er alles aufessen könne. Der amerikanische Soziologe C. K. Yang beobachtet in seinem Werk Religion in Chinese Society (1961) einen Unterschied zwischen Geschirr, von dem alle nehmen, und individuellen Tellern. Während es in China häufig geboten sei, in der allgemeinen Schüssel einen Rest zu lassen, da sonst Armut drohe, müsse der eigene Teller leergegessen werden, da eine Verschwendung von Essen mit Strafen für die Seele in der Hölle bestraft werde. Yang erklärt den Brauch damit, dass über den Rest in der Gemeinschaftsportion interpersonale Solidarität in einer von Knappheit geprägten Gesellschaft gestiftet werde.

### Japan
In Japan ist es verbreitet, insbesondere Reis bis zum letzten Korn aufzuessen. Die Redewendung „das letzte Körnchen Reis in der Ecke der Lunchbox verfolgen“ steht für eine übermäßig pedantische Person, aber auch für Gründlichkeit und ökonomische Effizienz, bei der ein Produkt erst die Fabrik verlässt, wenn es perfekt ist. Außerdem ist die Redewendung gebräuchlich, dass man erblindet, wenn man nur ein Reiskorn verschwendet. Das Gefühl des Bedauerns von Verschwendung, das sich auch auf Essensreste beziehen kann, wird als Mottainai bezeichnet.
Die Sitte des Anstandsrests wird nur mit der Region Kansai und den dort gesprochenen Dialekten assoziiert. Das Anstandsstück wird in Kansai als 遠慮の塊 (enryo no katamari) bezeichnet, kann aber auch den Namen einzelner Regionen tragen. Die Ankündigung, das letzte Stück zu nehmen, kann dort für andere Teilnehmer der Mahlzeit den sozialen Druck erleichtern. Ein Teil einer 2020 von den Elektrizitätswerken Kansai veröffentlichten Werbevideo-Serie, die knapp 3 Millionen Mal geteilt wurde, handelt von einem Neuankömmling in Kansai, der mit seiner Rendezvous-Partnerin über die Bezeichnung für das letzte Stück auf dem gemeinsamen Teller spricht.
Eine kommunikationswissenschaftliche Studie aus Japan verglich 2018 zwei Situationen von Mahlzeiten mit 21 Gruppen von jeweils drei Personen hinsichtlich der gegenseitigen Vertrautheit. In der ersten Gruppe von Situationen waren die Teilnehmer miteinander befreundet, in der anderen kannten sie einander nicht. Die Studie ermittelte, dass in beiden Gruppen darauf verzichtet wurde, das letzte Stück bestimmter Speisen zu nehmen, in diesem Fall gebratenes Hühnchen und gebratener Reis. Nur in der Gruppe befreundeter Esser wurde per janken (Schere, Stein, Papier) entschieden, wer das letzte Stück essen solle. Außerdem wurde festgestellt, dass die Mengen der individuell verzehrten Speisen unter den einander fremden Essern gleicher verteilt waren als unter den befreundeten.

### Thailand
In Thailand ist die Sitte des Anstandsrests ebenfalls verbreitet.

## Sprache

### „Anstandsrest“ in anderen Sprachen
Das Wort ‚Anstandsrest‘ wird mindestens seit dem 19. Jahrhundert verwendet, in Grimms Wörterbuch ist es nicht enthalten. Direkte Äquivalente des Anstandsrests finden sich in fremdsprachigen Wörterbüchern nicht, zum ‚Anstandsstück‘ gibt es Äquivalente im Italienischen (‚boccone della creanza‘) und im Englischen (früher: ‚manners bit‘). In der englischsprachigen Fachliteratur wird das deutsche Wort ‚Anstandsstück‘ mit ‚etiquette piece‘ übersetzt. Komposita mit ‚Anstands-‘ und Größeneinheiten oder Lebens- oder Genussmitteln (z. B. ‚Anstandszigarre‘, ‚Anstandsstückchen‘ für ein Zuckerstück) können sowohl das letzte Stück meinen, das übriggelassen wird, als auch das erste und einzige Stück, das aus Gründen des Anstands genommen wird.

### Unterschiedliche Einstellungen und Bezeichnungen
Für das letzte Stück, das von einer Mahlzeit bleibt, gibt es in verschiedenen Sprachen unterschiedliche Bezeichnungen, die mit den damit verbundenen Bräuchen zusammenhängen. Die Autorin Margaret Visser beschreibt die unterschiedlichen Einstellungen zum letzten Stück einer Mahlzeit in ihrem Buch The Rituals of Dinner (1991):

„Entweder muss es gegessen werden – es ist beleidigend und irritierend, wie es da liegt: man muss jemanden dazu ermuntern, es zu nehmen, und versichern, dass das letzte Stück Wohlstand bringt; oder man sollte es liegenlassen – es sich zu schnappen oder seinen Teller zu sauber auszuwischen, wäre gierig, und denjenigen, der es tut, wird später im Leben Unglück ereilen. Entweder ist das letzte Stück ein ‚Wachstums-‘ oder ‚Kraftstück‘, das zukünftige Gesundheit und Stärke verspricht; oder es ist das Anstandsstück, das es zu verweigern gilt – wer es nimmt, wird eine ‚alte Jungfer‘ sein und so einsam bleiben wie das letzte Stück auf dem Teller.“

Es gibt negativ wie positiv konnotierte Bezeichnungen für das letzte Stück einer Mahlzeit, jeweils in Bezug darauf, ob es gegessen oder zurückgelassen werden soll. Die folgende Tabelle ordnet Bezeichnungen und Redewendungen aus verschiedenen Sprachen und Zeiten nach diesen Kriterien, ohne Rücksicht darauf, ob die jeweiligen Ausdrücke heute noch gebräuchlich sind:
|         | soll gegessen werden | soll nicht gegessen werden |
| ------- | --- | --- |
| positiv | - Schwedisch: trivsbit (‚Wachstumsbissen‘); auch: hälsebit (‚Gesundheitsbissen‘), maktbit (‚Kraftbissen‘), jägarebit (‚Jägerbissen‘) - Ehestück (baldige Hochzeit, wenn Brotkanten aufgegessen wird): kåtkant (‚Fruchtbarkeitskanten‘), vorletztes Stück: ‚friareskivan‘ (‚Freiersscheibe‘), im Dänischen: giftestumpen - Topfglück (seit dem 18. Jahrhundert, veraltete Bezeichnung für Reste, die ein Gastgeber einem unerwarteten Gast anbietet): - Französisch: fortune du pot - Englisch: pot-luck, potluck - Spanisch: voluntad de la olla | - Deutsch: Reputationsbissen (seit dem 18. Jahrhundert), Anstandsrest (seit dem 19. Jahrhundert), Anstandsstück, Anstandshappen, Anstandsbrocken, Respekt, Respektshappen, Respektsbissen, Masthappen (Thüringisch), - Deutsch, Hebräisch, Jiddisch, Rotwelsch: Derech-Erez, Derech erez derecherez, (,Landessitte‘, 19. Jh.) - Englisch: manners bit, manners piece, manners, to leave something for Mrs. Manners, (wörtlich: ‚etwas für Frau Anstand übriglassen‘) - Italienisch: boccone della creanza, boccone del complimento (‚Anstands- oder Komplimentsstück‘) - Französisch: morceau d’honneur (,Ehrenstück‘, das einem Diener übriggelassen werden soll, 16. Jh.) - Japanisch (Region Kansai): 遠慮の塊 enryo no katamari (wörtlich: Stück der Zurückhaltung, von 遠慮 enryo „Zurückhaltung“, „Beherrschung“, „Bescheidenheit“, „Rücksicht“, „Verzicht“ und 塊 katamari „Klumpen“, „Stück“, „Batzen“) |
| negativ | - Schwedisch: Erinnerungsstück (drohender Erinnerungsverlust) - verschiedene Sprachen: Redewendungen über drohende Armut in anderen Ländern, wenn das Kind die Mahlzeit nicht aufisst - Japanisch: drohende Erblindung, wenn das letzte Reiskorn nicht aufgegessen wird | - Englisch: to leave no manners in the dish; old maid; bachelor’s bit (Vorstellung, dass Ledigkeit oder Unfruchtbarkeit folgt) - Armenisch: Aberglaube, dass ein Schneesturm zur Hochzeit kommt - Scham- oder Schandstück (Vorstellung, dass der Verzehr des Stücks mit Scham oder Schande besetzt ist): - Französisch: morceau honteux - Niederländisch: schaambrok - Italienisch: boccone della vergogna - Spanisch: la de la vergüenza - Russisch: стыдливый кусок - Serbisch: стидак - Tagalog: dyahe - Singlish: paiseh |

### Anstandsrest als veralteter Ausdruck oder nichtlexikalisierte Kategorie
Im Englischen und Französischen sind die Bezeichnungen veraltet und heute nicht mehr geläufig. Die Kognitionswissenschaftler Douglas R. Hofstadter und Emmanuel Sander verwenden die Idee des Anstandsrests in ihrem Buch Die Analogie: Das Herz des Denkens (2013) über Analogien als Beispiel für eine nicht lexikalisierte, aber dennoch stabile Kategorie. Im französischen Original ist das Wort ‚Anstandsrest‘ als Beispiel für eine Lexikalisierung nicht enthalten, in der deutschen Übersetzung wurde es ergänzt:

„In einigen Sprachen gibt es dafür sogar tatsächlich einen Standardausdruck – im Deutschen den ‚Anstandsrest‘, im Spanischen nennt man es ‚el pedazo de la verguenza‘ (häufiger einfach nur ‚el de la verguenza‘), und im Italienischen ‚il pezzo della vergogna‘ (beide übersetzbar als ‚Schämhäppchen‘) –, im Englischen hingegen scheint ein solcher Ausdruck nicht zu existieren, zumindest bis jetzt noch nicht. Sobald man anfängt, auf derartige Kategorien zu achten, stellt man fest, dass viele bereits geschaffen wurden und in den Winkeln der eigenen Erinnerung schon vorliegen, bereit, in dem Moment, in dem sie gebraucht werden, aufzutauchen; wohingegen es andere zwar noch nicht gibt, doch sie könnten ohne Weiteres auf der Stelle konstruiert werden. Zwar sind die Kategorien dieser Sorte normalerweise zu unbedeutend oder zu esoterisch, um der Ehre eines allgemein gebräuchlichen lexikalischen Etiketts gewürdigt zu werden, aber sie bieten einen hervorragenden Beleg für das unablässige Surren der Kategorien in unserem Denken.“

## Kulturelle Funktionen

### Überschüssiges als mythologisches Schema
Der Germanist Richard M. Meyer rechnet den Anstandsrest einem mythologischen Schema zu, das er als „Der Überschüssige“ bezeichnet. In seiner Aufsatzreihe Mythologische Fragen behandelt er 1907 zwei „uralte und überallhin verbreitete Ausdrucksformen“, die er algebraisch mit den Formeln n+1 („Der Überschüssige“) und n–1 („Alle außer“) wiedergibt. Ausgehend von der Anekdote über Heinrich Heine und den „Respekt“ als „unverletzlichen Restbissen“ fragt Meyer:

„Weshalb blieb er übrig? Weil es zu gierig ausgesehen hätte, die Schüssel leer zu essen? So wird man es rationalistisch aufgefaßt haben; ursprünglich aber blieb wohl ein Stück übrig für die Hausgeister oder für andere hohe Gäste: die Juden ließen für den Propheten Elias, fromme Christen wohl für den Herrn Christus einen Platz am Tische frei. Der „Überschüssige“ ist also eigentlich der Meistberechtigte, wie in der griechischen Gerichtsverfassung das 31. Mitglied des Areopags der König ist […].“

Der freiwillig gelassene Rest erscheine wie das folkloristische Motiv einer (scheinbar) freiwilligen Zugabe, wie sie auch bei der musikalischen Zugabe, beim Trinkgeld oder dem 101. Salutschuss zu beobachten sei. Er gehe jedoch weniger auf ein folkloristisches als auf ein mythologisches Schema des Überschüssigen zurück, in dem die Hauptsache aufgespart werde.

### Horror vacui: Vergleiche mit Erntebräuchen
Der schwedische Ethnologe Carl von Sydow beobachtet in seinem Aufsatz Die Begriffe des Ersten und Letzten in der Volksüberlieferung mit besonderer Berücksichtigung der Erntegebräuche (1939) Bräuche, die sich auf das letzte Stück einer Mahlzeit oder bei der Ernte beziehen. In Bräuchen, die zum Essen des letzten Stück Brots ermutigen, besitze es Orenda (mythische Lebenskraft): „Der letzte Bissen einer Brotschnitte oder irgendeines Gerichtes wird oft als Kraftbissen bezeichnet; und wenn man ihn nicht aufisst, so bekommt man auch keinen Anteil an der Kraft des Brotes“. In Bräuchen, die vor dem Essen des letzten Stücks warnen, komme ein horror vacui (Angst vor der Leere) zum Ausdruck:

„So heißt es oft, man dürfe nicht die Schüssel leeressen, denn da könnte es geschehen, dass man ledig bleibt oder zuletzt von allen Anwesenden heiratet. In diesen Vorstellungen ist jedoch auch ein anderer Gesichtspunkt enthalten, der als horror vacui bezeichnet werden kann. Man betrachtet es als unglücksbringend, eine Schüssel, eine Kiste, einen Acker, einen Obstbaum, einen Geldbeutel usw. völlig zu leeren. Irgendetwas muss übrig bleiben, sonst hat man kein Glück mehr damit.“

Sydow sieht eine Ähnlichkeit zum von Wilhelm Mannhardt beschriebenen Feldkult der letzten Garbe, die zurückgelassen wird, kritisiert aber dessen Interpretation von Bräuchen als Kulte, die als solche nicht belegt seien. Vielmehr handele es sich um „humorvolle Fiktionen“.

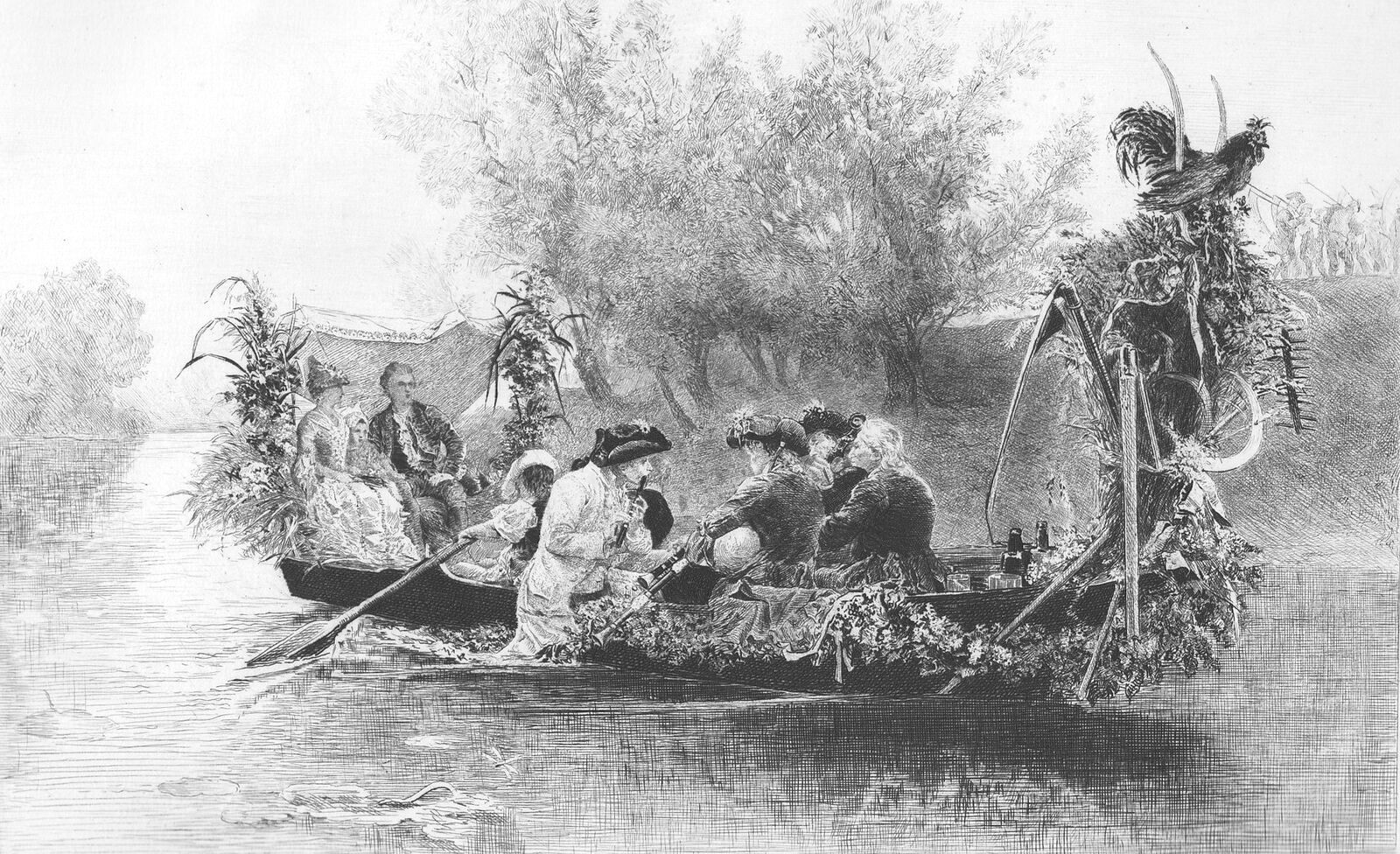
Maurice Leloir: Die letzte Garbe (1883)

Der Altphilologe Franz Dornseiff sieht eine Ähnlichkeit des Anstandsrests mit der letzten Garbe im Deuteronomium: „Wenn du dein Feld aberntest und eine Garbe auf dem Feld vergisst, sollst du nicht umkehren, um sie zu holen. Sie soll den Fremden, Waisen und Witwen gehören, damit der Herr, dein Gott, dich bei jeder Arbeit deiner Hände segnet.“ (Dtn 24,19 ). Der „‚Anstandsbrocken‘ (das Letzte auf der Schüssel), die letzte Zigarette in der Schachtel“ seien geschützte Tabus. Die superstitiösen Gründe seien jedoch zurückgetreten.

### Anstandsrest und Kraftbissen als „pädagogische Fiktionen“
Ähnlich wie Sydow bezeichnet der schwedische Ethnologe Nils-Arvid Bringéus die Bräuche als „pädagogische Fiktionen“. Bringéus verweist darauf, dass der deutsche Anstandsrest und der schwedische „Kraftbissen“ dasselbe Phänomen bezeichnen, jedoch entgegengesetzte Vorstellungen darüber ausdrücken, ob das letzte Stück gegessen werden soll. Da Tischsitten einem historischen Wandel unterliegen, könne der horror vacui für die moderne Gesellschaft keine Erklärung mehr liefern. Eine bessere Erklärung sei die wissenschaftliche Orientierung der Gesellschaft, in der es als vernünftig gelte, besser ein Stück zu wenig als ein Stück zu viel zu essen.

## Anstandsreste bei Getränken

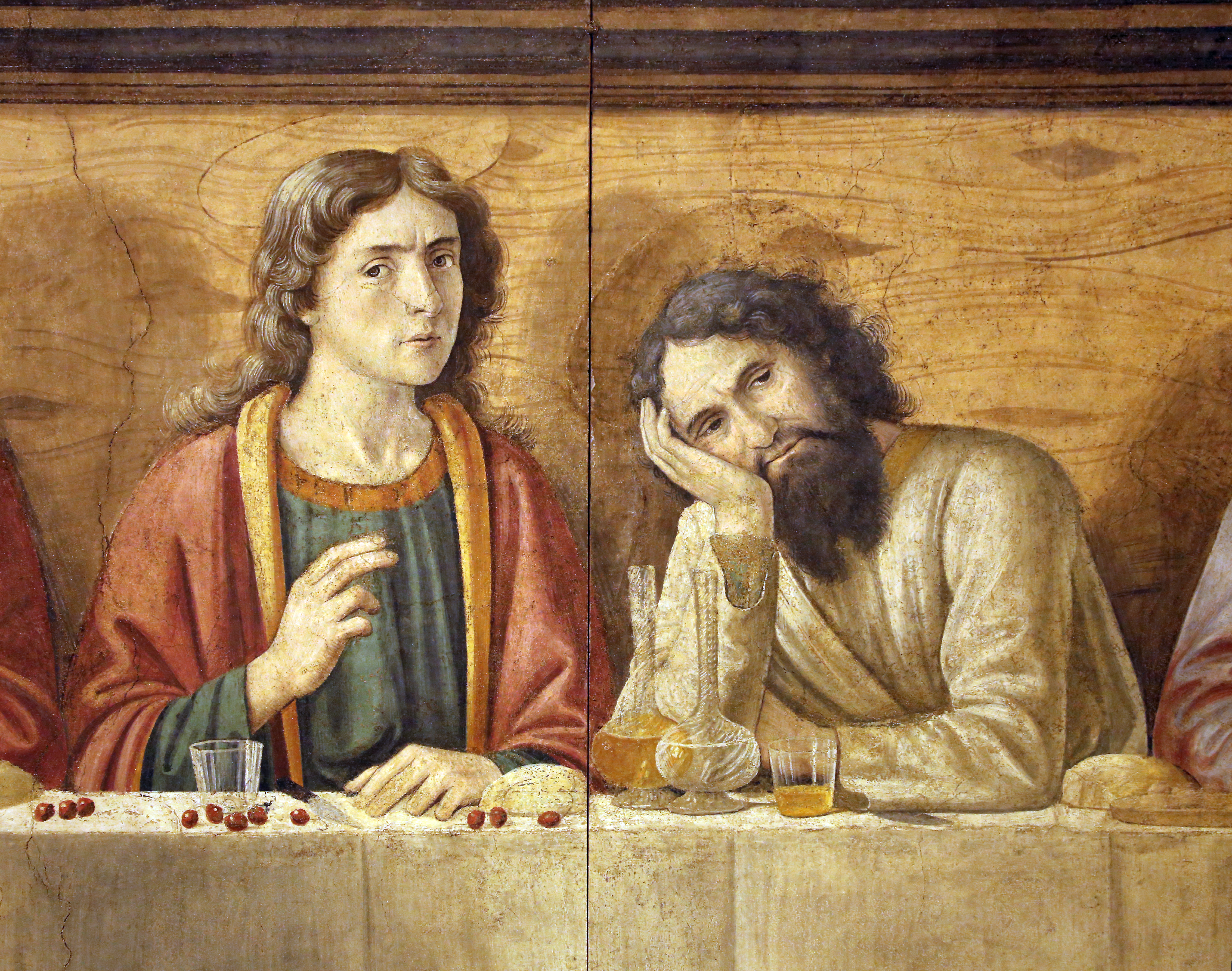
Zwei Jünger mit Weinbechern, der linke leer, der rechte fast ausgetrunken, Fresko Letztes Abendmahl von Domenico Ghirlandaio (1480)

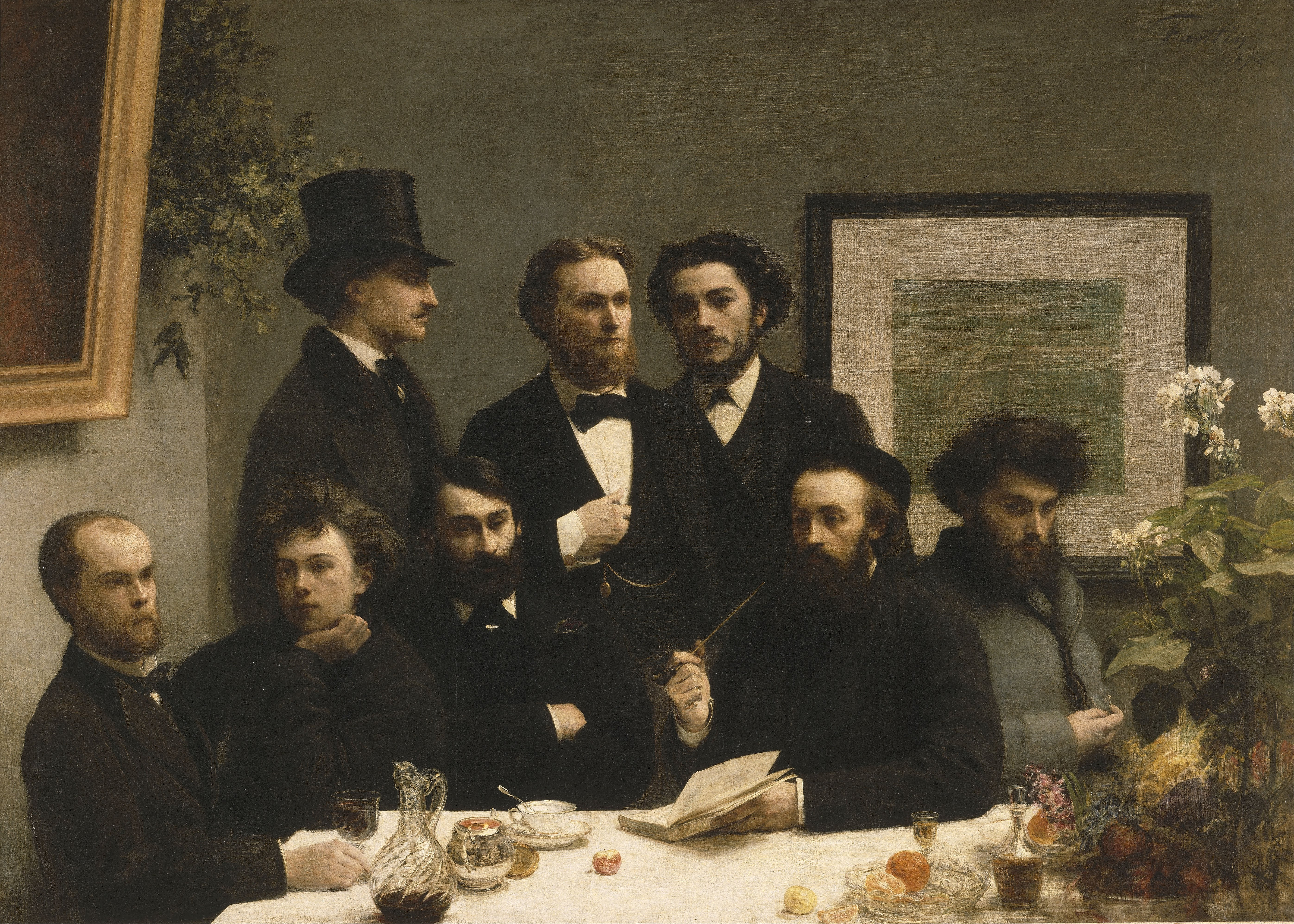
Fast leere Weinkaraffe auf dem Gemälde Tischecke von Henri Fantin-Latour (1872)

Die Frage, ob von Getränken der letzte Schluck zu nehmen ist oder nicht, wird je nach Trinkkultur unterschiedlich beantwortet. Der letzte Schluck, der anstandshalber übriggelassen wird, wird selten als Anstands- oder Reputationstropfen bezeichnet, im Österreichischen als ‚Anstandslackerl‘ (von ‚Lache‘), in der Luzerner Mundart als ‚Repedatströpfli‘.
In bestimmten Kulturen wird ein leeres Glas ähnlich wie ein leerer Teller als Zeichen zum Nachschenken gedeutet. So sind Aussagen russischer Gastgeber beschrieben, den Anblick eines leeren Wodkaglases nicht ertragen zu können. Bei den Griechen ist ein Brauch überliefert, nach dem der letzte Schluck Wein dem Götterboten Hermes geopfert wurde, um ruhig schlafen zu können.
In vielen Sprachen gibt es negative Bezeichnungen, Redewendungen und Sprichwörter für die Neige oder den Bodensatz sowie für Personen, die ihn trinken. Insbesondere für Bierreste gibt es im Deutschen und seinen Dialekten eine Vielzahl an Bezeichnungen. Der Bodensatz eines Weinfasses wird als Geläger bezeichnet, der einer Weinflasche als Depot, die Weinhefe auch als „Weinmutter“. In der Antike, etwa in der Naturalis historia von Plinius dem Älteren (1. Jh.) und bei Quintus Serenus werden medizinische Wirkungen des Bodensatzes von Bier und Wein beschrieben.
Zahlreiche Wörter für Getränkereste signalisieren, dass sie aus geschmacklichen, hygienischen oder sozialen Gründen nicht getrunken werden sollen. Gerichtsurteile belegen, dass die Beimischung von Getränkeresten unter frische Getränke und ihr erneuter Verkauf verbreitete Praxis waren und unter Strafe standen. In der zeitgenössischen Psychologie wird Ekel als Grund dafür genannt, einen Schluck in einem Behälter zu lassen, wenn vermutet wird, dass das Getränk mit Speichel verunreinigt ist. In vielen Sprachen sind Bodensatz oder Abschaum, also ungenießbare Reste, die sich oben oder unten ablagern, Metaphern für niedrige soziale Schichten.

### Bräuche

#### Griechisches Trinkspiel Kottabos

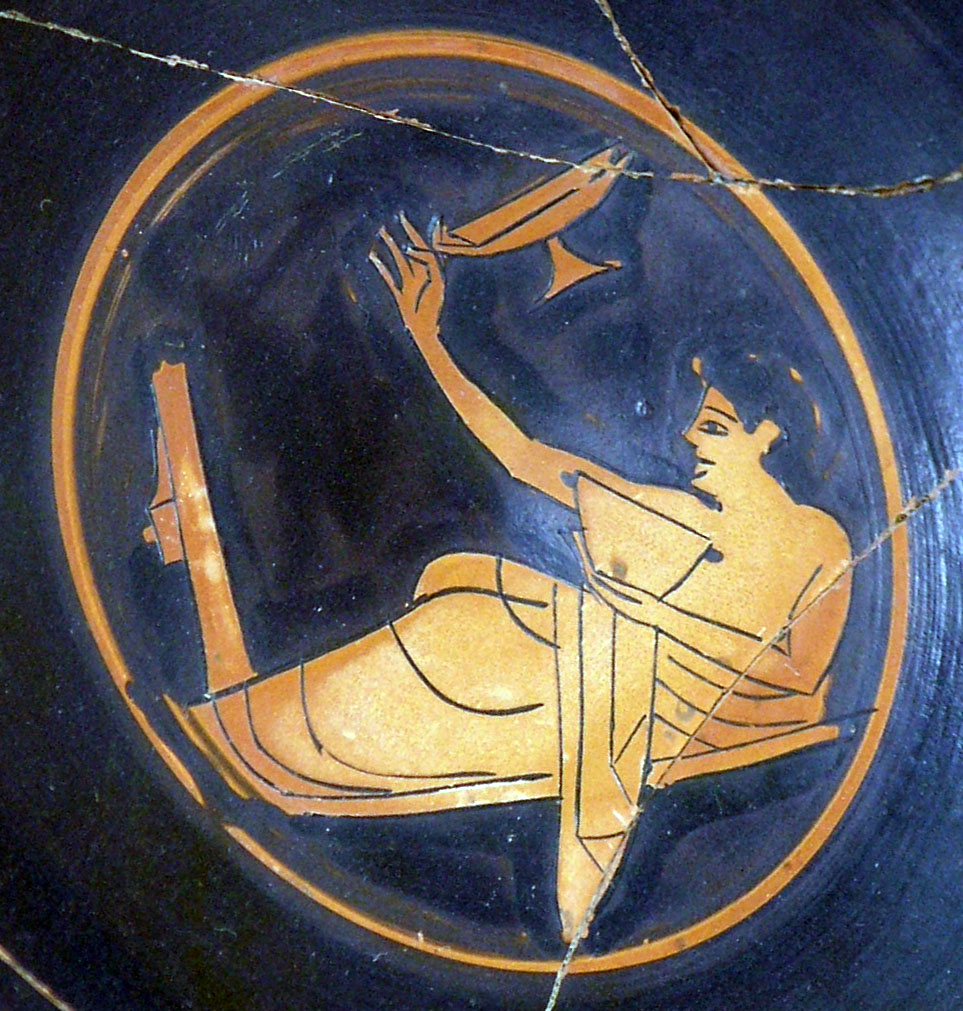
Vase mit Kottabos-Spieler, der einen Weinrest aus einer Schale schleudert (ca. 510 v. Chr.)

Aus dem antiken Athen des 5. und 4. Jahrhunderts v. Chr. ist das Trinkspiel Kottabos überliefert. Dabei musste der auf dem Sofa liegende Spieler den Rest aus einem Weingefäß in möglichst hohem Bogen nach einem als Ziel dienenden Becken oder einer Schale (kottabeion) so schleudern, dass nichts vergossen und das Ziel mit einem hörbaren Klatschen getroffen wurde. Die Neige (λάταξ, manchmal auch kottabos selbst, davon abgeleitet das Verb λαταγείν, ‚klatschen‘) wurde dabei mehrmals nachgefüllt. Im Geschichtswerk Hellenika des Xenophon (4. Jh. v. Chr.) wird beschrieben, wie der athenische Politiker Theramenes beim Trinken des Schierlingsbechers die letzten Tropfen wie beim Kottabos-Spiel ausschüttet und sie zynisch „dem schönen Kritias“ widmet.

#### Die Neige in studentischen Trinksitten

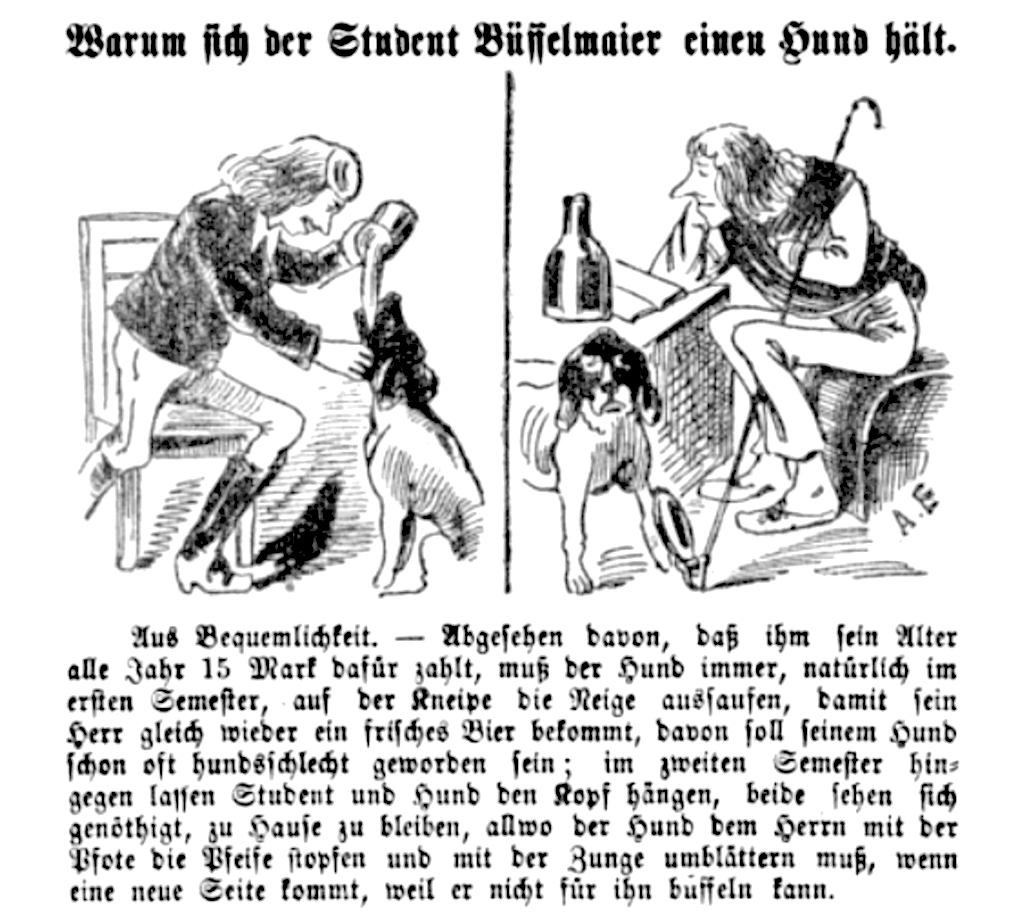
Karikatur, auf der ein Student seinem Hund die Neige zu trinken gibt (1877)

In der Studentensprache ist das Sprichwort erhalten, dass, wer jemandem im Wirtshaus die Neige austrinkt, den Krug neu füllen und bis zurselben Neige austrinken muss, sodass der Geschädigte wieder eine Neige hat. Der Germanist Friedrich Seiler vermutet einen Zusammenhang mit dem Rechtssatz „Wer einem die Neige getrunken, muß von Frischem anheben“. Wer die Neige zu trinken bekam, hatte demnach das Recht, auch die Blume des frisch gefüllten Kruges zu trinken. Der Rechtssatz wird Siegfried von Feuchtwangen (14. Jh.) zugeschrieben, der bei Nichtbefolgung die Todesstrafe erlassen haben soll. Später wurde ein scherzhafter Brauch daraus, der auch mit dem küchenlateinischen Ausspruch „Qui bibit ex Negibus, ex frischibus incipit ille“ bezeichnet wurde. Um zu überprüfen, ob ein Glas bis auf den letzten Tropfen ausgetrunken war, wurde die Nagelprobe gemacht. Dabei wurde das Gefäß auf den Daumennagel der linken Hand umgestürzt. Der Brauch wird im Narrenschiff von Sebastian Brant und in der Affentheurlich Naupengeheurlichen Geschichtklitterung von Johann Fischart erwähnt.

#### England
Im viktorianischen England war der Trinkspruch no heeltaps (‚ausgetrunken‘, wörtlich: ‚keine Reste‘) gebräuchlich, der auf das Neigen eines Fasses (,to heel a cask‘) zurückgeführt wurde und in Charles Dickens’ Roman Die Pickwickier (1837) verwendet wird. Die aus England stammende Trinksitte des Toasts wird auf den Brauch zurückgeführt, Getränke mit Brotscheiben zu würzen, die als Rest zurückbleiben.

#### Weitere Bräuche
Beim in Deutschland verbreiteten Brauch des Stiefeltrinkens ist die Sitte verbreitet, dass der vorletzte Trinker einen neuen Stiefel bezahlen muss, oder derjenige, dem beim Trinken Bier aus dem Stiefel ins Gesicht schwappt. Im Französischen ist die Redewendung „marié ou pendu“ („verheiratet oder gehängt“) für diejenige Person geläufig, die den letzten Schluck aus einer Weinflasche trinkt. Der französische Sprachforscher Raymond Breton gibt im 17. Jahrhundert den karibischen Brauch wieder, den letzten Schluck eines Getränks für einen besonderen Trinkspruch („ah bachiaán“) zu reservieren. Bei den Esten ist der Brauch überliefert, nach dem derjenige einen Sohn bekommt, der den Bodensatz trinkt, bei den Udmurten der Aberglaube, dass das Trinken des Bodensatzes zum Schaden gereiche. Der kumykische Schriftsteller Murad Adschiew gibt die Redensart wieder, dass ein leerer Boden eines Glases ein leeres Heim bedeute.

### Bezeichnungen, Sprichwörter und Redewendungen

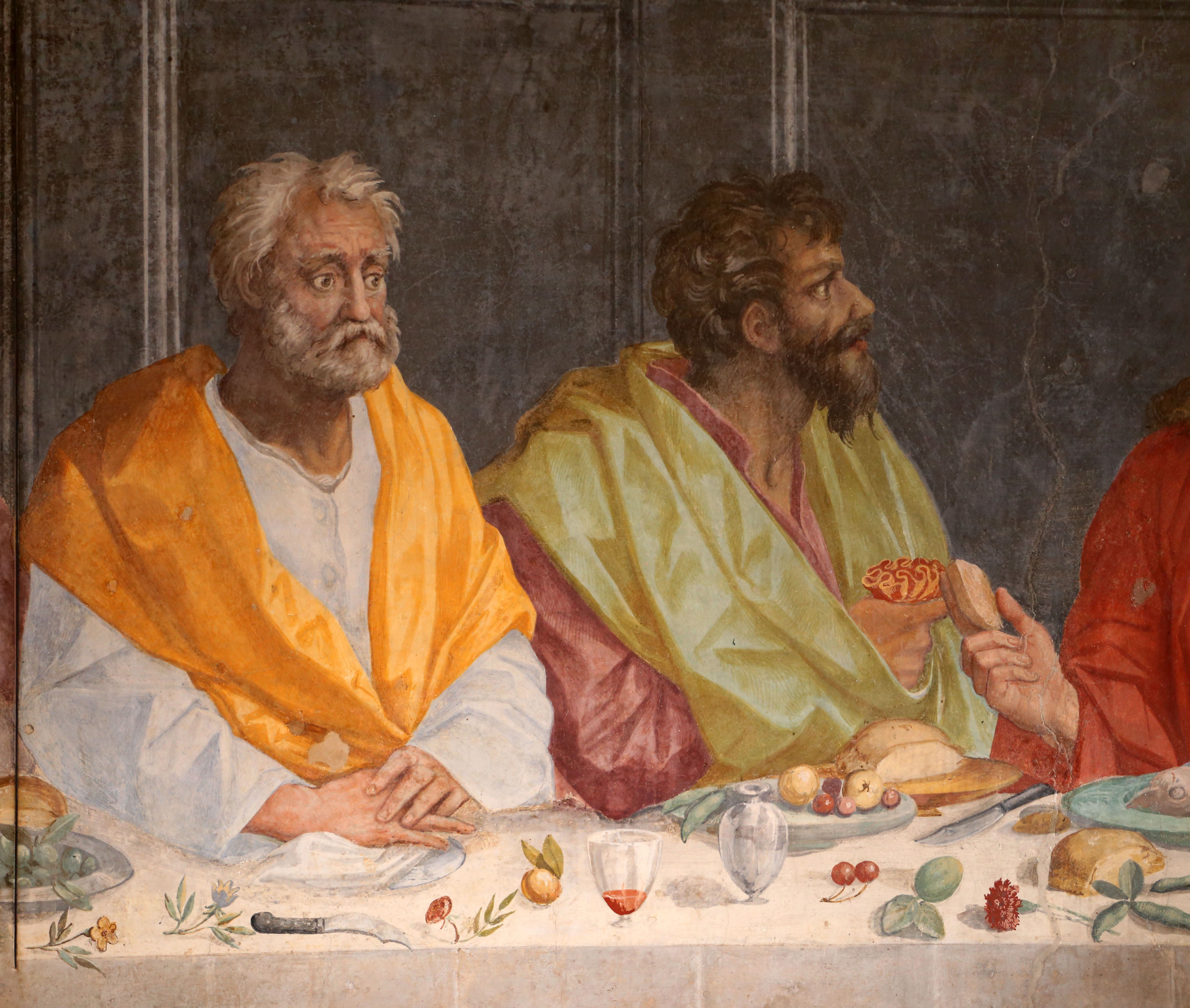
Petrus mit fast leerem Becher (links), Judas mit leerem Kelch auf einem Abendmahl-Fresko von Alessandro Allori (1582)

#### Neige, Hefen, Bodensatz und Grundsuppe im Christentum
Das Sprichwort „Der Rest ist für die Gottlosen“, „den Gottlosen bleibet die Grundsuppe“ oder „den Gottlosen die Neige“ geht auf eine Psalmstelle (Ps 75,9 ) zurück: „Jahwe hält einen Becher in der Hand, / gefüllt mit scharfem, gärendem Wein. / Und von dem schenkt er den Gottlosen ein. / Sie müssen ihn schlürfen und trinken bis zum letzten bitteren Rest.“ Die Stelle spielt darauf an, dass sich früher im Bodensatz von alkoholischen Getränken kaum genießbare Hefe sammelte. Das Wort „Hefen“ wurde im übertragenen Sinn als „Bodensatz“ oder „Auswurf“ verwendet. Vom lateinischen Wort ‚faex‘ für Bodensatz leitet sich das Wort ‚Fäkalien‘ ab.
Martin Luther verwendet das Wort „Grundsuppe“ für seine Kritik am Papsttum in Rom. Der Dresdener Pfarrer Nikolaus Kranichfeld (1566–1626) schreibt über den „Zornbecher und Hefenkelch[…] der Gottlosen“ 1619 in seiner Schrift Crater Ecclesiae, Oder Der Christen Credentz und Creutzbecher / daraus die Gottlosen die Neige und Häfen aussauffen müssen: „Fex vini, oder die Hefen sind der Bodensatz oder Grundsuppe / Das ist / aller Unflat / Pech und Schlamm / das sich im Fasse oder im Trinkgeschirr unten anleget oder niedersetzet / Damit wird den Gottlosen gedräuet der Zorn Gottes / und allerlei greuliche Strafe / und der endliche Untergang“.

#### Bodensatz und Neigentrinker in Literatur und Kunst

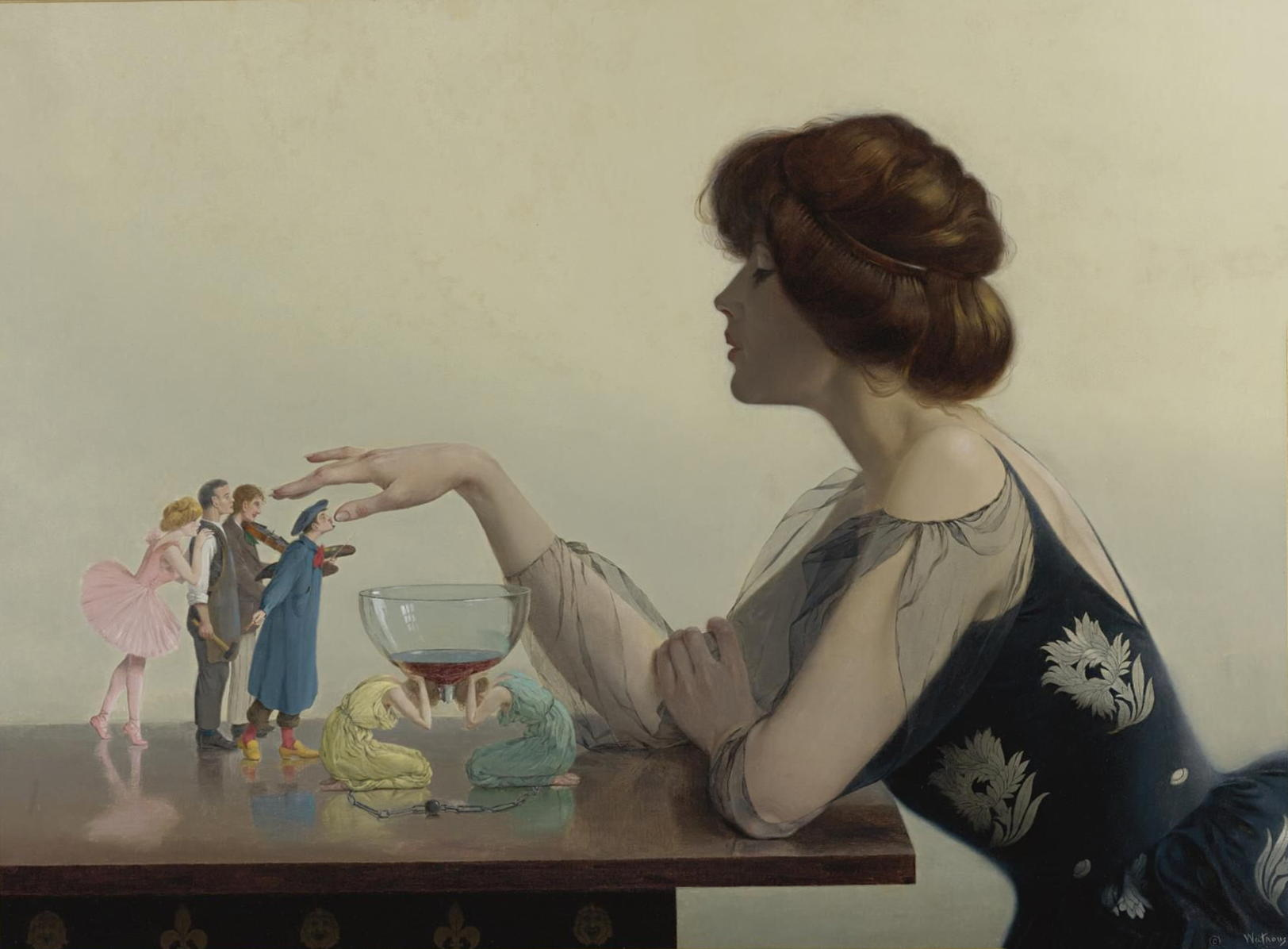
Gemälde Der Bodensatz (The Dregs, 1914) von Harry Watrous

In der babylonischen Ninegalla-Hymne werden „Topfreste“ als Bild für ein überflüssiges Wesen verwendet. Cicero verwendet die Metaphern vom „Bodensatz der Stadt“ („faex urbi“) und vom „Bodensatz des Volkes“ („faex populi“) häufig. Martial empfiehlt in seinen Epigrammen dem Sextilanus, Neigen auszutrinken. In verschiedenen Gedichten aus dem Dīwān des persischen Dichters Hafis (14. Jh.) werden allegorisch Männer verteidigt, die den Bodensatz aus Weingläsern trinken (durd, ‚Neige‘; durdkashan, ‚Neigentrinker‘). Erasmus von Rotterdam verwendet die abfällige griechische Bezeichnung τρυγόβιοι (trigóbioi, wörtlich ‚die von der Neige lebenden‘) für Neigentrinker in seinen Adagia (16. Jh.). William Shakespeare verwendet in seinem Sonett 74 das Bild vom „Bodensatz des Lebens“ („dregs of life“), ebenso der Maler David Scott in seinem Bild The Dregs of Life. Das englische Wort ‚dregs‘ ist mit den deutschen Wörtern ‚Dreck‘, ‚Treber‘ und ‚Trester‘ verwandt. In den satirischen Directions to Servants von Jonathan Swift (1745 posthum veröffentlicht) findet sich eine Anweisung für Diener, die Ale-Reste ihrer Herren so lange in neue Gläser zu füllen, bis der Abend zu Ende ist. John Jones gab das Werk 1843 in Versform in seinem Buch Hints to Servants wieder. Im Roman Woodstock (1826) von Walter Scott verurteilt eine Figur einen „armseligen Weinschenken, der die Neigen in den Flaschen zusammengießt, wenn die Gäste ihre Rechnung bezahlt haben und fortgegangen sind“. Der amerikanische Maler Harry Willson Watrous spielt mit seinem Genrebild Der Bodensatz (The Dregs, 1914) das Wort Bodensatz als Metapher für niedrige soziale Schichten an. Überliefert ist das Sprichwort „Wer die Neige aus der Kanne trinken will, dem fällt der Deckel aufs Maul“. Der deutsche Maler Max Ernst widmete dem Thema des letzten Schlucks als Todessymbol 1972 die Lithografie La dernière gorgée. Im Stück El último trago der mexikanischen Sängerin Chavela Vargas steht der letzte Schluck für den Abschied.

#### Kannenglück
Für die Neige ist seit dem 17. Jahrhundert der positive Begriff „Kannenglück“ verzeichnet, der einen Rest in einer Trinkrunde bezeichnet, der gerade ausreicht, um den Durst jener Person zu löschen, der die Neige zuteilwird. Im Französischen ist die Bezeichnung „les amours du pot“ („Kannenliebe“) verzeichnet.

#### Polacke
In verschiedenen Dialekten des Deutschen ist im 19. Jahrhundert die Bezeichnung ‚Polacke‘ als Ethnophaulismus für Polen (auch: ‚Polack‘, ‚Pollack‘, ‚Polk‘, ‚Polke‘, ‚Polek‘, ‚Pollak‘, ‚Polling‘, ‚Pollink‘) für einen Getränke- oder Speiserest oder unverbrannten Tabak in der Pfeife überliefert. Im übertragenen Sinne kann sich das Wort auf das letzte Kind in der Familie beziehen. Im (Ost-)Preußischen und Litauischen gibt es ähnliche Bezeichnungen, im Preußischen auch ‚Peddig‘ und ‚Natzchen‘. Das Wort wurde außerdem auf das jiddische Wort ‚polag‘ (‚abgesondert‘) zurückgeführt. Im Rotwelschen bezeichnet das Wort „Pollackenkrug“ ein Sondergefängnis für vorbestrafte Kriminelle. Der Historiker Tomasz Szarota vermutet, dass der Ausdruck „Polacke“ ironisch gebraucht wurde, „da die Polen die Gewohnheit haben, Alkohol mit einem Zuge bis auf den letzten Tropfen zu trinken, im Gegensatz zu den Deutschen, die immer einen Rest übrig lassen“. Er geht jedoch eher davon aus, dass der Bodensatz mit etwas Bösem in Zusammenhang gebracht und deswegen „Pollack“ genannt wurde.

#### „Rabiau“ (französisch)
Im französischen Argot wird der Rest eines Getränks oder einer Mahlzeit als rabiau‘, das Austrinken von Resten mit dem Verb ‚rabiauter‘ bezeichnet. Das Substantiv wurde auf das lateinische ‚rata fiat‘ zurückgeführt, ein Ausspruch, der bei der Ratifizierung eines Vertrags und einem anschließenden, letzten Umtrunk verwendet wurde. Das Verb wurde auf das lateinische ‚rebibere‘ (‚von Neuem trinken‘) zurückgeführt. In der Militär- und Legionärssprache, insbesondere der Poilus im Ersten Weltkrieg, bezeichnet das Wort ‚rabiau‘ im übertragenen Sinn eine verbleibende Dienstzeit nach einer Gefängnisstrafe oder die Restzeit eines Konvaleszenten im Lazarett. Ernst Jünger behandelt die Wortbedeutung in seinem Tagebuch Siebzig verweht. Das abgewandelte ‚rabio‘ oder ‚rab‘ kann auch Nachschlag, Nebenverdienst oder Überstunden bezeichnen.

#### „Noagerl“ (Bairisch)

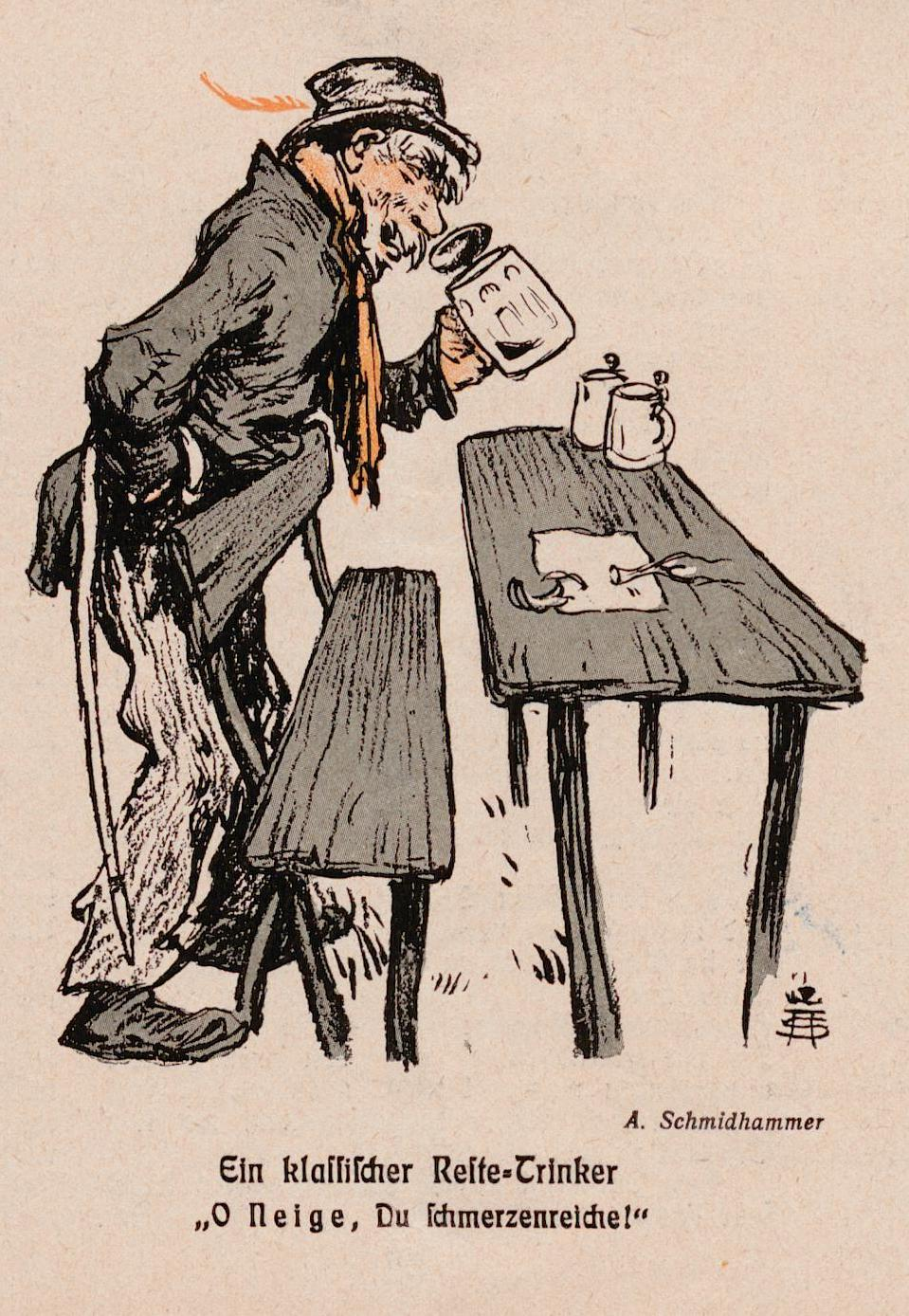
Karikatur eines „Reste-Trinkers“ von Arpad Schmidhammer mit Anspielung auf den Vers „Ach neige, du Schmerzensreiche“ aus Goethes Faust (1905)

In bairischen Dialekten wird der Rest am Boden eines Bierkrugs als ‚Noagerl‘ (auch ‚Noagal‘, ‚Neigerl‘, von ‚Neige‘) und ein Mann, der Reste aus fremden Biergläsern trinkt, abschätzig als ‚Noagerlzuzler‘ (von ‚zuzeln‘, ‚lutschen‘, ‚Neigentrinker‘) bezeichnet, so etwa vom Kabarettisten Gerhard Polt in dessen Serie Fast wia im richtigen Leben. Im Tirolischen wird das Austrinken der Neige mit dem Verb ‚ausnoaglen‘ bezeichnet. Auf dem Oktoberfest ist es der Bedienung nicht erlaubt, einen Gast zum Verlassen des Platzes aufzufordern, solange sich noch ein Noagerl in seinem Maßkrug befindet.

#### „Hansel“ (Österreichisch)
Im Österreichischen, Rotwelschen und Ladinischen wird die abgestandene Bierneige auch als ‚Hansel‘, ‚Bierhansel‘, ‚Hansl‘ oder ‚Hanzl‘ bezeichnet. Im Fränkischen bezeichnen die Wörter ‚Hansle‘, ‚Heinzlein‘ ‚Hanzla‘ oder ‚Schöps‘ den Kovent, also Dünn- oder Nach- bzw. Abgussbier. Im Wienerischen war für Männer, die Reste aus Bierfässern verwerteten, die Bezeichnung ‚Hanseltippler‘ (so die Titel eines Gedichts von Theo Waldinger und einer Illustration von Rudolf Kristen) ‚Hansltippler‘, ‚Hansldipple‘, ‚Biertippler‘ oder ‚Bierdippler‘ geläufig. Im Rotwelschen wird das Wort ‚Hanslschleuderer‘ gebraucht. Peter Wehle führt das Wort ‚Hanzel‘ auf den „Kobold Heinzel, der in leeren Kisten, Kästen und Fässern haust“ zurück. Die Bezeichnung wurde außerdem auf das Amt des Hansgrafen zurückgeführt, der für den Weinhandel zuständig war und für dünnen, gepanschten Wein während der Zeit von Kaiser Maximilian I. im Burgenland verantwortlich gewesen sein soll.

#### Weitere Bezeichnungen für Bierreste
Mindestens seit dem 18. Jahrhundert sind Fälle dokumentiert, in denen der Verkauf von Bierresten aus Fässern als neues Bier bestraft wurde. Beim Zapfen übergelaufenes Bier wird als Leckbier, Abfallbier, Tropfbier oder Abtropfbier bezeichnet. Das aus fast leeren Fässern ausgekippte Bier wird als Kippbier, das über Nacht im Fass verbliebene Bier als Nachtwächter bezeichnet. Aus Gläsern zusammengeschüttetes Bier wird als Neigebier, Neigbier, Bierneigen oder Ständerlingsbier bezeichnet. Die Bezeichnungen wurden uneinheitlich verwendet.

#### „Uwe“, „Spuckschluck“, „Pennerschluck“ (Jugendsprache)

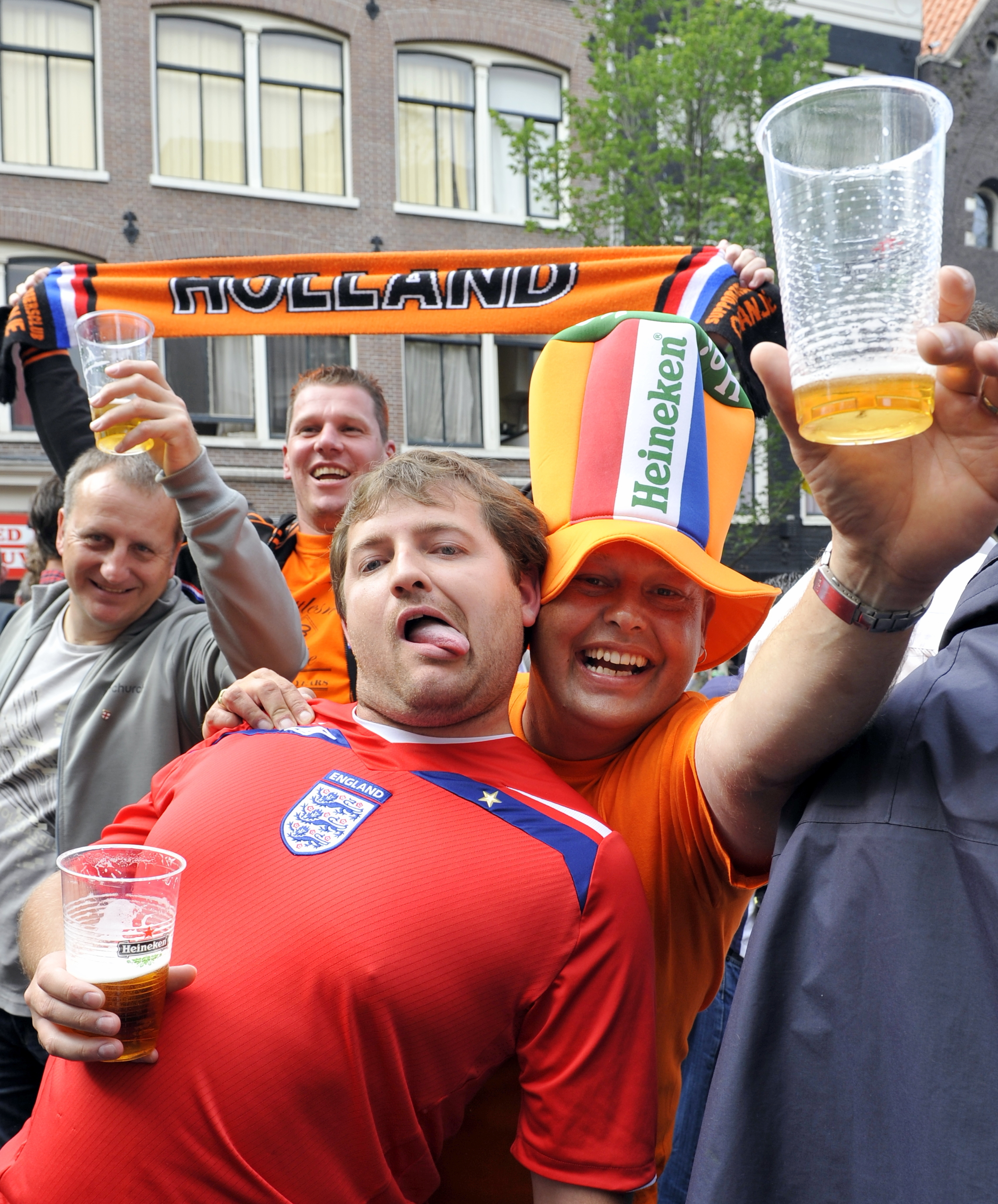
Ein niederländischer Fußballfan mit dem letzten Schluck Bier in einem Plastikbecher (2009)

In der deutschen Jugendsprache ist für den unappetitlichen Rest in einem Glas oder einer Flasche das Apronym ‚Uwe‘ (‚unten wird’s eklig‘) gebräuchlich, etwa in Lukas Rietzschels Roman Mit der Faust in die Welt schlagen (2018). Außerdem werden die Wörter „Spuckschluck“ oder „Pennerschluck“ verwendet.

#### „Backwash“ (englisch)
Im zeitgenössischen Englisch ist die Bezeichnung „backwash“ gebräuchlich. Der US-amerikanische Komiker Stephen Colbert verwendete das Wort bei seiner an George W. Bush gerichteten Rede beim White House Correspondents’ Dinner 2006 in Anspielung auf dessen Umfragewerte: „Geben Sie nichts auf die Leute, die sagen, das Glas sei halb leer, denn 32 % bedeutet, dass es zu zwei Dritteln leer ist. Sicher ist da noch etwas drin in diesem Glas, aber trinken würde ich es nicht. Das letzte Drittel ist normalerweise der Spuckschluck.“ Der in Harvard lehrende Gesundheitswissenschaftler Joseph Allen verglich in einem Essay im Magazin The Atlantic 2021 die ausgeatmete Luft an Arbeitsplätzen mit dem „backwash“ eines geteilten Getränks.